# Aufrüstung der Wehrmacht

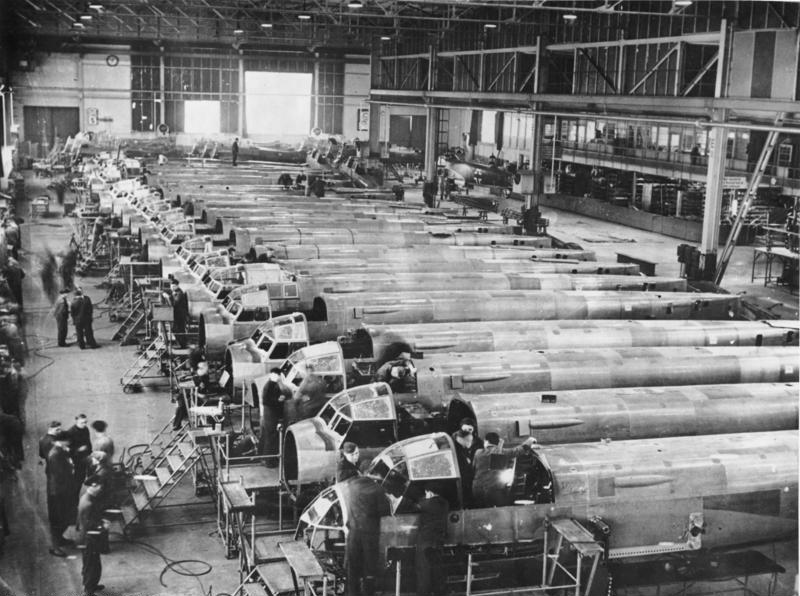
Junkers-Werk Aschersleben: Serienbau von Ju-88-Rümpfen

Als Aufrüstung der Wehrmacht werden wirtschafts- und finanzpolitische Maßnahmen zwischen der Ernennung Adolf Hitlers zum Reichskanzler am 30. Januar 1933 und dem Beginn des Zweiten Weltkrieges in Europa am 1. September 1939 bezeichnet, die der Vergrößerung des Militärs des Deutschen Reiches dienten.
Die Aufrüstung der ab 1935 in der Wehrmacht zusammengefassten Teilstreitkräfte Heer, Kriegsmarine und Luftwaffe war integraler Bestandteil der nationalsozialistischen Politik und für Hitler die wichtigste Voraussetzung für die Wiedergewinnung der Großmachtstellung des Deutschen Reiches. Als Bilanz des energisch vorangetriebenen Rüstungsprogrammes, dessen Fundament schon in der Weimarer Republik gelegt wurde, entstand mit der Wehrmacht ein starker militärischer Machtfaktor auf dem europäischen Kontinent, wobei zugunsten eines schnellen Aufbaus materielle und personelle Qualitätsmängel in Kauf genommen wurden. Die im Friedensvertrag von Versailles zugestandenen 115.000 Mann der Reichswehr konnten aufgrund der 1935 eingeführten Wehrpflicht bis 1939 zu einer 1,1 Millionen Mann starken „aktiven Truppe“ erweitert werden, welche durch die Mobilmachung bei Kriegsbeginn auf 4,5 Millionen Mann anstieg.
Im direkten Zusammenhang mit der Aufrüstung entstand die Vierjahresplan-Behörde, deren Aufgabe neben der Funktion als eigene Rüstungsorganisation auch die Erweiterung der Wirtschaft zur „Kriegsfähigkeit“ war. Mit dem rasant ansteigenden Militärhaushalt ging eine enorme Staatsverschuldung einher. Wegen ineffizienter Organisation und des Fehlens eines Gesamtrüstungsplanes konnten aber die für einen längeren Krieg notwendige Tiefenrüstung nicht aufgebaut und umfassende Reserven nicht bereitgestellt werden.

## Vorgeschichte

### Ausgangslage in der Weimarer Republik
Die Niederlage im Ersten Weltkrieg sowie der daraus resultierende Friedensvertrag von Versailles bestimmte das Denken der Reichswehr. Die auferlegten drastischen Beschränkungen stießen seitens der Politik und in der Bevölkerung auf breiten Widerstand, sodass das vertragsmäßig zugebilligte, aber wie beispielsweise in der Ruhrbesetzung zu keiner Verteidigung fähige 100.000-Mann-Heer mit seinen sieben Infanterie- und drei Kavallerie-Divisionen nicht nur in den Augen der militärischen Spitzen als Übergangslösung und als Ausgangsformation für eine größere und keinen Bedingungen unterworfene Streitmacht angesehen wurde. Um dieses Ziel zu erreichen, war die Reichswehrführung bereit, gegen den als Reichsgesetz geltenden Versailler Vertrag zu verstoßen und illegale Maßnahmen zu ergreifen wie die Ausrüstung der Einwohnerwehren mit militärischem Gerät, die Billigung der Schwarzen Reichswehr, die Einrichtung von Schwarzen Kassen wie zum Beispiel bei der Lohmann-Affäre, die Verschleierung von staatlichen Rüstungsinvestitionen durch das Montan-Schema, die geheime Rüstungsplanung durch die Stega, „schwarze Rüstungsforschung“ in enger Zusammenarbeit mit der Kaiser-Wilhelm-Gesellschaft,  die Weiterführung des verbotenen Generalstabes unter der Tarnbezeichnung Truppenamt und die militärische Kooperation mit der Sowjetunion im Rahmen des Rapallo-Vertrages zur Gewinnung von grundlegenden taktischen und technischen Kenntnissen. Bis zum Beginn der dreißiger Jahre blieben jedoch das Ausmaß und die militärische Effizienz dieser Maßnahmen auf personellem und materiellem Gebiet relativ gering.

#### Erstes Rüstungsprogramm

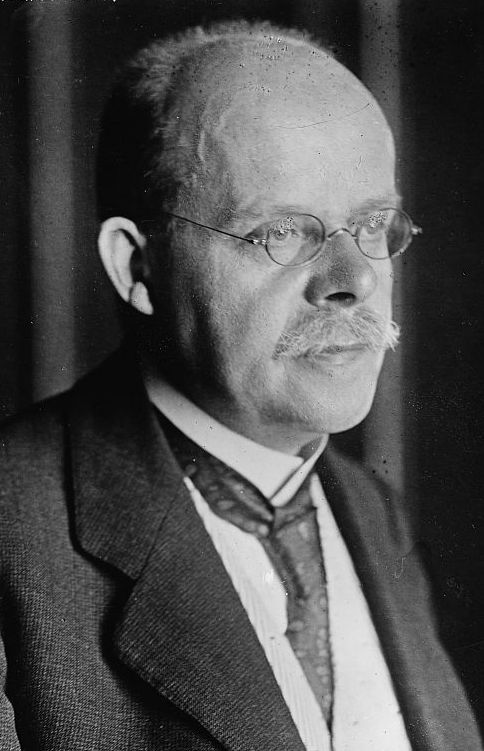
Reichskanzler Wilhelm Marx billigte die Finanzierung der geheimen Rüstung

Die Entlassung Hans von Seeckts als Chef der Heeresleitung im Oktober 1926 und die sich in der Armeeführung langsam durchsetzende Erkenntnis, dass nur eine Kooperation mit dem Reichstag als Legislative eine politische Absicherung der gewünschten Rüstungsmaßnahmen erbringen werde, bedeutete eine Wende in der Beziehung zwischen der Reichswehr und der von ihr skeptisch betrachteten Reichsregierung. So kündigte Reichswehrminister Geßler vor dem Kabinett im November 1926 an, die bisher gegenüber der Staatsführung praktizierte Geheimhaltung aufzugeben und von nun an umfassend über die bislang eingeleiteten Rüstungsmaßnahmen zu informieren. Aufgrund der somit akzeptierten politischen Kontrolle über die Reichswehr war das Kabinett unter Reichskanzler Wilhelm Marx sowie dessen sozialdemokratischem Nachfolger Hermann Müller bereit, die Finanzierung der immer noch geheimen Rüstungsmaßnahmen zu übernehmen. Daraufhin wurde nach fast zweijähriger Vorarbeit das „Erste Rüstungsprogramm“ am 29. September 1928 vom Chef der Heeresleitung genehmigt und am 18. Oktober vom Kabinett Müller verabschiedet. Das Ziel dieses Programms, welches erstmals das gesamte materielle Aufrüstungsvorhaben des Heeres in ein auf fünf Jahre konzipiertes Programm integrierte, war die Ausstattung an Gerät und Munition für ein 16-Divisionen-Heer, eine beschränkte Bevorratung und Maßnahmen zur Verbesserung der industriellen Fertigungsmöglichkeiten im Mobilmachungsfall. Dieses Ziel sollte bis 1932 erreicht sein; dafür sollten 350 Millionen Reichsmark aus einem geheimen Fonds ausgegeben werden. Gemessen am Gesamtetat der Reichswehr in Höhe von 726,5 Mio. RM (= 8,6 % des Staatshaushaltes) erscheinen die somit jährlich zur Verfügung stehenden 70 Mio. RM relativ unbedeutend, jedoch kann es als ein Novum in der deutschen Heeresgeschichte angesehen werden, dass die komplexen Faktoren einer von modernen industriellen Fertigungsverfahren bestimmten militärischen Rüstung in einem zielgerichteten Programm aufeinander abgestimmt worden sind.

#### Zweites Rüstungsprogramm

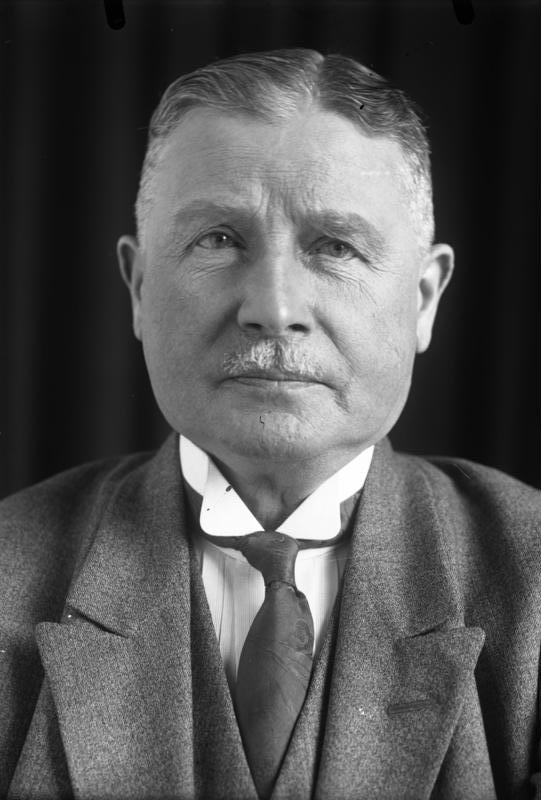
Reichswehrminister Wilhelm Groener baute die Armee innerhalb politischer Rahmenbedingungen aus

Mit dem im Januar 1928 neu berufenen Reichswehrminister Wilhelm Groener, 1918 Erster Generalquartiermeister der OHL, setzte eine Dynamisierung der Rüstungsanstrengungen ein, da mit ihm ein Mann an die Spitze berufen wurde, der über hinreichende politische, wirtschaftliche und militärische Kompetenz verfügte. Unter der Prämisse des weiteren Aufbaus der Reichswehr wurde im Frühjahr 1932 das „Zweite Rüstungsprogramm“ verabschiedet, das später die Basis für die Aufrüstung im Dritten Reich bildete. Bei einem Aufwand in Höhe von 484 Millionen Reichsmark sollte die Aufstellung eines 21-Divisionen-Heeres, dessen Ausstattung mit Waffen, Gerät und Munition sowie dessen Bevorratung für sechs Wochen realisiert werden. Die erstmals bedachte Luftwaffe sollte 110 Mio. RM erhalten und aus insgesamt 150 Flugzeugen bestehen. Bezugnehmend auf die schwierigen wirtschaftlichen Rahmenbedingungen war das Programm auf fünf Jahre (April 1933 bis März 1938) ausgelegt. Eine im November erfolgte Modifizierung sah vor, dass bis zum Frühjahr 1938 insgesamt 570.000 Mann aktiv unter Waffen stehen sollten. Da es sich um ein auf ein Maximum an Rüstungsmaßnahmen ausgelegtes und dementsprechend eng kalkuliertes Programm handelte, erwies es sich aufgrund der wirtschaftlichen Veränderungen, die mit den Folgen der Weltwirtschaftskrise einhergingen, als besonders empfindlich, so dass sich Groener gezwungen sah, weitere Gelder in Höhe von einer Milliarde Mark, verteilt auf fünf Jahre, von der Reichsregierung anzufordern. Finanziell erschwerend kamen die Preisdiktate einiger Rüstungsunternehmen hinzu, die sich angesichts der allgemeinen Wirtschaftskrise mittels Preisgestaltung gesundstoßen wollten. Die wenigen Rüstungsbetriebe hatten eine Monopolstellung, da es gemäß dem Versailler Vertrag nur einer geringen Anzahl von Unternehmen (beispielsweise Borsig oder Simson) erlaubt war, Rüstungsgüter herzustellen.
Unklar ist, inwiefern die zwei Rüstungsprogramme auf einem streng geheimen Plan aus dem Jahre 1925 basierten. Schon 1923 ließ Seeckt als Chef der Heeresleitung von einer kleinen Gruppe mit 18 Mann wichtige Eckpunkte für ein kriegsverwendungsfähiges Heer mit 102 Divisionen und 3 Millionen Mann erstellen. Laut Wolfram Wette ist der verblüffende, aber nur schwerlich zufällige Tatbestand an diesem „Großen Plan“, dass am 1. September 1939 das deutsche Heer mit genau diesem projektierten Volumen bereitstand. Allerdings ist umstritten, ob und in welchem Umfang dieser Plan Auswirkungen auf die spätere Rüstungsplanung hatte. Rückblickend auf die Rüstungspolitik in der Weimarer Republik ergibt sich jedoch zweifelsfrei die Tatsache, dass eine langfristige und umfassende Rüstungsplanung nicht erst mit der Machtübernahme der Nationalsozialisten, sondern schon in der Zeit der Weimarer Republik mit dem ersten und zweiten Rüstungsprogramm einsetzte.

### Wandel der Rüstungspolitik in der Zeit des Nationalsozialismus
Mit der Machtübernahme Adolf Hitlers setzte eine radikale Veränderung der Wehrpolitik ein. Die Groenersche Richtlinie – die besagte, dass ausschließlich politische Gesichtspunkte für die Aufgaben der in ein multilaterales Sicherheitssystem eingebetteten Reichswehr maßgebend seien – wurde zügig verlassen und die seit Gründung der Reichswehr latent vorhandenen Revisionsabsichten zum Primat der Reichswehrstrategie erklärt. Besonders bezeichnend war Hitlers Ansprache vor den Repräsentanten der Reichswehr am 3. Februar 1933, bei der er gleich zu Beginn verkündete, dass die Wiedergewinnung der politischen Macht das alleinige Ziel seiner Politik sein werde und die Voraussetzung hierfür der Aufbau der Wehrmacht sei. Die Aufrüstung der von Hitler als wichtigste Einrichtung des Staates bezeichneten Reichswehr erhielt oberste Priorität.
Stand der Rüstung nach der Machtübernahme

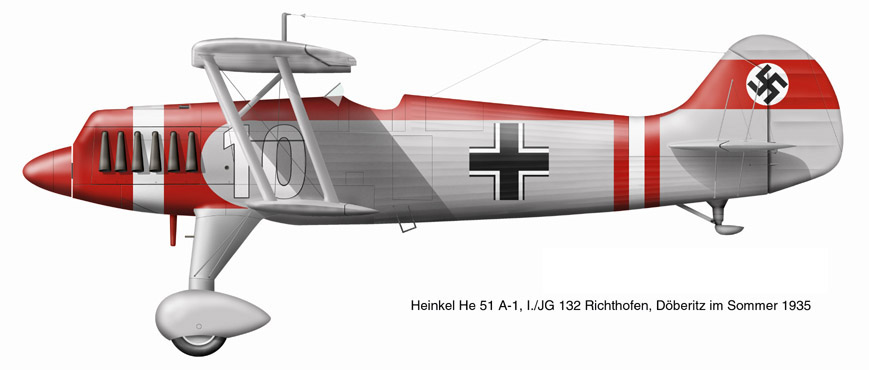
Die drei Reklamestaffeln der getarnten Luftwaffe bestanden aus einer Handvoll Doppeldeckern, wie dieser He 51

Eine im März 1933 aufgrund der Westerplatte-Affäre erstellte Denkschrift für Reichswehrminister Werner von Blomberg kennzeichnete die derzeitige militärische Lage als „hoffnungslos“. Dem Heer fehlte es an personellen Reserven, militärischem Gerät und vor allem an Munition. Zwar konnte damit gerechnet werden, dass die abgeschlossenen Vorarbeiten des „Zweiten Rüstungsprogrammes“ bald erste greifbare Ergebnisse erbringen, jedoch war im März 1933 noch keine einzige der vielen Maßnahmen des Umbauplanes vom November 32 realisiert worden. Für die 15.000 Mann der Reichsmarine stand noch nicht einmal das vom Versailler Vertrag zugestandene Schiffsmaterial zur Verfügung. Bei den leichten Seestreitkräften war das Limit fast erreicht, aber von den erlaubten sechs Panzerschiffen waren erst drei in Auftrag gegeben und noch keines fertiggestellt worden. Die offiziell noch nicht existente Luftwaffe bestand aus drei „Reklamestaffeln“ mit nur einer geringen Anzahl von zivilen Übungsmaschinen. Zu diesem Zeitpunkt hatte die Reichswehr die personellen Bestimmungen des noch gültigen Versailler Vertrages nur unwesentlich überschritten.
Außenpolitische Faktoren
Mit der öffentlichen Ankündigung konkreter Rüstungsmaßnahmen hielt sich Hitler aus Gründen der ungeklärten außenpolitischen Situation vorerst zurück, da man keine militärische Intervention seitens Frankreichs oder Polens riskieren und das Ergebnis der Genfer Abrüstungskonferenz abwarten wollte. Obwohl Hitler – im Gegensatz zu Blomberg und Neurath – einem positiven Abschluss der Konferenz aufgrund der Vermeidung einer außenpolitischen Isolation nicht völlig abgeneigt war, kam es zu keiner grundlegenden Übereinkunft, da die vorgelegten Vermittlungsvorschläge aus Sicht der deutschen Delegation keine Verbesserung bedeuteten. Der am 14. Oktober 1933 verkündete Austritt Deutschlands aus dem Völkerbund und der Abrüstungskonferenz stellte dann den endgültigen Bruch mit Groeners kollektivem Sicherheitssystem dar und markierte die Wendung zu der von Blomberg favorisierten, allein auf militärischer Stärke beruhenden Politik.

## Aufrüstung der Wehrmacht 1933 bis 1939

### Aufrüstung des Heeres
Für die Rüstungsmaßnahmen des Jahres 1933 galt immer noch das „Zweite Rüstungsprogramm“. Da man anfangs einen offenen Vertragsbruch vermeiden wollte, wurden die jetzt reichlich fließenden Mittel vorerst für eine indirekte Aufrüstung in Form weitläufiger militärischer Infrastrukturmaßnahmen sowie den Aufbau heereseigener Betriebe verwandt. Eine umfangreiche Verletzung der Versailler Restriktionen fand dagegen im Verborgenen statt, was sich besonders bei der intensiven Unterstützung des Militärs beim Aufbau einer Rüstungsindustrie bemerkbar machte. So wurde im sogenannten „Innerdeutschland“ die Gründung zahlreicher Rüstungsunternehmen veranlasst oder unterstützt. Bis 1934 nahmen 18 große Unternehmen, beispielsweise Borsig in Berlin, die Krupp-Tochter Grusonwerk in Magdeburg oder die zum Bochumer Verein gehörende Hanomag in Hannover, ihre verbotene Rüstungsproduktion auf.

#### Rüstungsprogramme
Gegen Ende 1933 veränderten sich die politischen Rahmenbedingungen: außenpolitisch, nachdem sich die britische und die französische Regierung faktisch mit dem Austritt des Reiches aus dem Völkerbund abgefunden hatten und innenpolitisch, weil die Reichswehr sich der Konkurrenz zur SA mittels Erweiterung der eigenen Basis erwehrte. Das langfristige Planungsprogramm aus dem Jahr 1932 erschien der Reichswehr nicht mehr zeitgemäß; im Dezember 1933 fiel die Entscheidung für den Aufbau eines 300.000-Mann-Heeres. Das Programm, das am 18. Dezember 1933 vom Chef des Truppenamtes Generalleutnant Ludwig Beck unterzeichnet wurde, sah die Aufstellung eines stehenden 21-Divisionen-Friedensheeres bis März 1938 vor, aus dem ein mobilisierbares 63-Divisionen-Kriegsheer entstehen sollte.

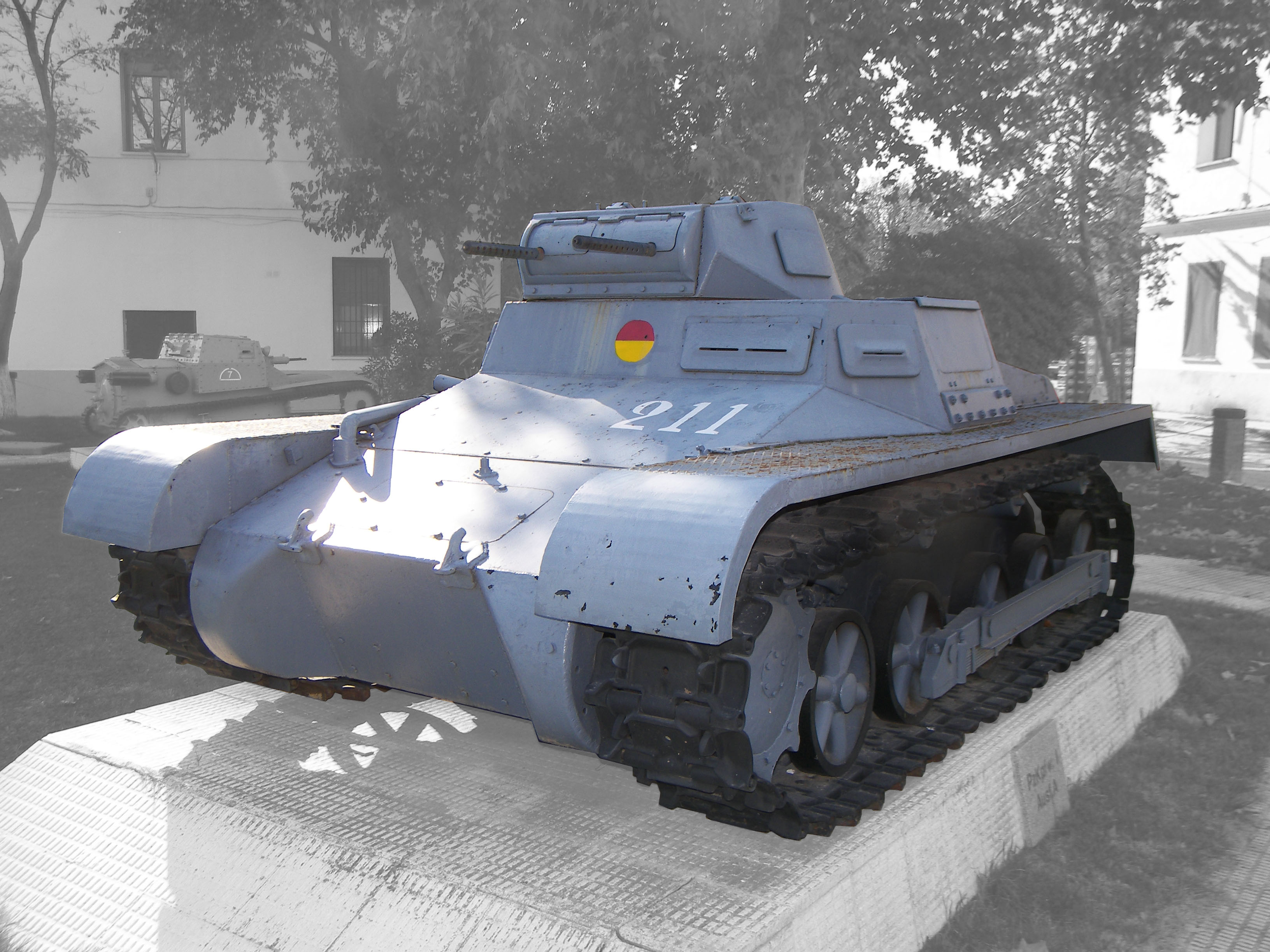
Trotz forcierter Aufrüstung besaß das Heer im Frühjahr 1935 erst zwölf Panzerkampfwagen I

Im Frühjahr 1934 drängte Hitler auf eine Beschleunigung des Dezemberprogramms, wobei er konform mit Beck lag, der die Auffassung vertrat, dass der Schwerpunkt des Aufbaus in den ersten zwei Jahren liegen müsse. Allerdings plädierte Beck für eine Tiefenrüstung statt einer von Hitler favorisierten Breitenrüstung. Basierend auf dem organisatorischen Fundament des „Zweiten Rüstungsprogrammes“ erreichte das Reichsheer ohne nennenswerte Probleme im Frühjahr 1934 eine Stärke von 180.000 Mann. Die größtenteils nur aus Rumpfverbänden bestehenden 21 Divisionen hatten aber bei weitem nicht ihre volle personelle und materielle Stärke erreicht, denn die Heeresvermehrung erfolgte nach dem Schema, dass jede Division zwei neue aufzustellen hatte. So waren von den vorgesehenen 189 Infanteriebataillonen erst 109 aufgestellt und die zwei Panzerbataillone besaßen lediglich 12 Panzerkampfwagen. Das Heer hatte nur einen Nachschubvorrat von sechs Wochen; in Planspielen rechnete man ab dem 3. Kriegsmonat mit einem Absinken des Nachschubes auf wenige Prozent und die mögliche Kriegsproduktion von Munition erreichte nur 50 Prozent.
Juli-Programm 1935
Da zur Abwehr eines möglichen französischen Angriffes bis zu 10 sofort einsetzbare Divisionen an der Westgrenze stehen mussten und diese Kader somit für den Aufbau des Heeres ausfielen, erhöhte die Heeresführung das anzustrebende Rüstungsziel auf 30 bis 36 Divisionen. Mit Hitlers Proklamation der Wehrhoheit (“Gesetz über den Aufbau der Wehrmacht und Wiederherstellung der Wehrhoheit”) am 16. März 1935 wurde die Stärke des Friedensheeres auf nunmehr 36 Divisionen festgelegt. Mit der gleichzeitigen Bekanntgabe des „Wehrgesetzes“ wurden auch formal die letzten Beschränkungen des Versailler Vertrages abgestreift und die Einführung der allgemeinen Wehrpflicht (zum 1. Oktober 1935) verkündet, womit Hitler ein 1933 an die Generalität gegebenes Versprechen einlöste. Im Juli wurden dann die vom Generalstab ausgearbeiteten Pläne verabschiedet, wonach zum 1. Oktober 1939 die Heeresstärke rund 700.000 Mann (eingeteilt in 33 Infanterie- und 3 Panzerdivisionen) betragen sollte. Zum ersten Mal wurden auch konkrete Angaben zum Kriegsheer gemacht, das zum April 1936 auf 28 Divisionen, im Jahr 1939 auf 49 und endgültig im Jahr 1941 auf die geplante Stärke von 63 Divisionen anwachsen sollte.

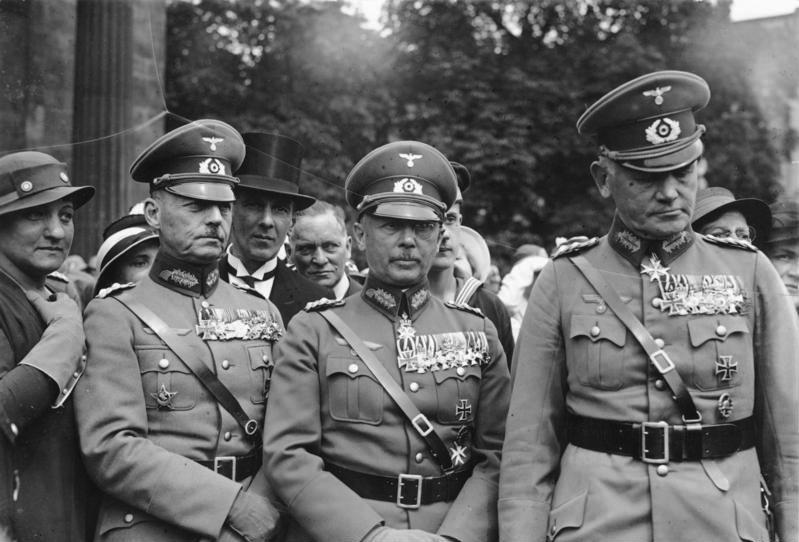
Werner von Fritsch (Mitte) als OBdH trat für einen kontinuierlichen Ausbau ein

Diese markante Revision des Dezemberplanes von 1933, in dem die Aufstellung des Kriegsheeres schon für das Frühjahr 1938 vorgesehen war, war wohl (neben der verspäteten Einführung der Wehrpflicht) einem Konflikt innerhalb der militärischen Führung geschuldet, in dem man sich uneinig über die weitere Vorgehensweise war. Beck und Fritsch plädierten jetzt für eine langsamere und kontinuierliche Aufstellung von neuen Formationen. Der Chef des Allgemeinen Heeresamtes, Oberst Fromm, wollte dagegen die sofortige Aufstellung dieser 36 Divisionen, bei denen es sich seiner Meinung nach nur um Infanteriedivisionen handeln könne und die Kavalleriedivisionen und Panzerdivisionen zusätzlich hinzu kommen sollten.
General von Schwedler als Chef des Heerespersonalamtes lehnte dagegen eine Vermehrung des Heeres für 1936 kategorisch ab – mit dem Argument, dass 1933 das Korps aus 3.800 Offizieren bestand und sich diese Zahl zwei Jahre später um 72 Prozent auf 6.553 erhöht hatte, was unausweichlich eine Minderung der militärischen Qualität zur Folge haben müsse. Für das Jahr 1941 kalkulierte man einen Fehlbestand von 13.150 Offizieren; mit dessen Ausgleich wurde unter normalen Umständen erst im Jahre 1950 gerechnet.
Als Kompromiss legte die Heeresleitung als Zwischenetappe das Herbst-Ziel 1935 auf ein 24-Divisionen-Heer fest, dessen personelle Vergrößerung auf 400.000 Mann durch die Übernahme von zwei Dritteln der kasernierten Landespolizei gewährleistet wurde.
Den Verantwortlichen war bewusst, dass diese personelle Vervierfachung in zweieinhalb Jahren eine Minderung der Qualität bedeutete, denn die materielle Ausstattung konnte damit bei weitem nicht mithalten. Deutlich wurde die Missachtung der materiellen Relevanz durch die Tatsache, dass bei der Planungskonzeption das Heereswaffenamt nicht hinzugezogen wurde.
Entwurf „Erhöhung der Angriffskraft des Heeres“

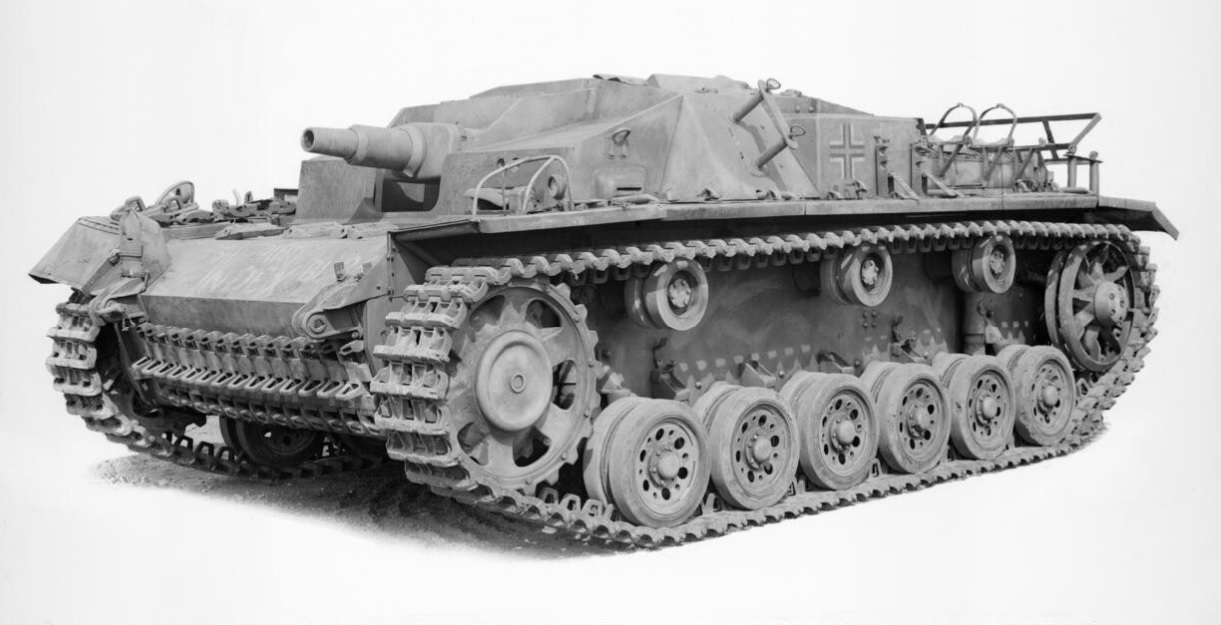
Die geplante Ausstattung von Infanteriedivisionen mit je einer Sturmgeschütz-Abteilung ließ sich wirtschaftlich nicht realisieren

In die kurze Zeit der Stagnation der Gesamtplanung für den Aufbau des Heeres im Jahre 1936 fiel die unter dem Stichwort Erhöhung der Angriffskraft des Heeres aufkommende Diskussion über die sich neu eröffnenden Möglichkeiten der jungen Panzertruppe, die auch Auswirkungen auf das endgültige Rüstungsprogramm haben sollte. Im Generalstab erkannte man die Chance, dass diese neue Waffe sehr beweglich kämpfen konnte und sich damit neue operative Dimensionen eröffneten. Der Chef des Generalstabes Beck schlug daraufhin vor, zusätzlich zu den bestehenden drei Panzerdivisionen motorisierte Schützenregimenter und selbstständige Panzerbrigaden aufzubauen, die je nach Situation zu operativen Kampfverbänden zusammengefügt werden sollten. Er wollte durch Motorisierung von mehreren Infanteriedivisionen die Angriffskraft des Heeres insgesamt erhöhen. Er war auch der Ansicht, dass jedes Armeekorps mit einer Panzerbrigade ausgestattet werden sollte. Zum Programm »Erhöhung der Angriffskraft« kann auch der Entwurf des Oberbefehlshabers des Heeres, von Fritsch, zählen, der aufgrund einer Denkschrift des Chefs der Operationsabteilung im Generalstab, von Manstein, eine Weisung unterzeichnete, demnach jeder Infanteriedivision eine Sturmgeschütz-Abteilung zugeordnet werden sollte. Diese Weisung wurde später nach der Entlassung Fritschs im Rahmen der Blomberg-Fritsch-Krise revidiert. Einerseits stellte die Konzeption »Erhöhung der Angriffskraft« eine Verstärkung des Heeres dar, andererseits wurden deutlich die Defizite der militärischen Führung in Wirtschaftsfragen aufgezeigt, denn eine Realisierung dieses Programms stand weit jenseits der wirtschaftlichen Möglichkeiten des Reiches. Das Argument vom Chef des Heeresamtes, bei der Planung die rüstungstechnischen Möglichkeiten zu berücksichtigen und die Anzahl der finanziell kaum verkraftbaren Panzerabteilungen zu reduzieren, wies Beck zurück und behauptete, „dass geldliche Gründe nicht zählen“.
Endgültiges Rüstungsprogramm
Im Jahre 1936 wurde schließlich mit dem Augustprogramm der endgültige Rüstungsplan aufgelegt. Trotz der Verringerung um eine Infanteriedivision bedeutete der Entwurf eine Stärkung gegenüber dem Juliprogramm 35, da dem Konzept »Erhöhung der Angriffskraft« mit der Aufstellung von drei leichten Divisionen und vier motorisierten Infanteriedivisionen Rechnung getragen wurde. Das bisher noch kaum in Erscheinung getretene Kriegsheer sollte aus 102 Divisionsverbänden bestehen, die sich hauptsächlich in 72 Infanteriedivisionen (plus 21 Landwehrdivisionen) gliedern und mit starken Korpstruppen eine Gesamtstärke von 3,6 Mio. Soldaten umfassen sollten. In sieben Jahren wurde so der im Kaiserreich über 40 Jahre dauernde Aufbau des Deutschen Heeres übertroffen, das zu Kriegsbeginn 1914 über 2,1 Mio. Mann verfügte.
Zum Aufrüstungsprogramm gehörte auch die Schaffung einer Infrastruktur. So wurden in Deutschland zwischen 1934 und Kriegsbeginn etwa 500 Kasernenneubauten allein für das Heer errichtet, ab 1936 auch im bis dahin entmilitarisierten Rheinland.
| Übersicht über die drei Rüstungsprogramme zum Aufbau des Friedensheeres |                                                      |                                              |                                                  |
|                                                                         | Dezemberprogramm 1933 Heeresaufbau bis 1. April 1939 | Juliprogramm 1935 Aufbau bis 1. Oktober 1939 | Augustprogramm 1936 Aufbau bis 1. Oktober 1939   |
| Armeekorps                                                              | 8                                                    | 12                                           | 13                                               |
| Infanterie-Divisionen                                                   | 21                                                   | 33                                           | 32                                               |
| Inf.-Divisionen (mot.)                                                  |                                                      |                                              | 4                                                |
| Gebirgs-Divisionen                                                      |                                                      | 1                                            |                                                  |
| Kavallerie-Divisionen                                                   | 3                                                    |                                              |                                                  |
| Panzer-Divisionen                                                       |                                                      | 3                                            | 3                                                |
| Leichte Divisionen                                                      |                                                      |                                              | 3                                                |
| Stärke des Friedensheeres                                               | 300.000                                              | 700.000                                      | 800.000                                          |
| Stärke des Kriegsheeres                                                 | 63 Divisionen                                        | 63 Divisionen (geplante Fertigstellung 1941) | 102 Divisionen (geplante Fertigstellung 1940/41) |

Rüstungsverlauf bis Kriegsbeginn
Die weitere Aufrüstung verlief im Wesentlichen nach dem Augustprogramm. Im Herbst 1936 wurde die geplante Summe von 36 Infanteriedivisionen erreicht, womit man gegenüber dem Vorjahr eine Steigerung der Anzahl um 50 Prozent verwirklichte. Organisatorisch wurde der Aufbau des Kriegsheeres verstärkt vorangetrieben, wobei ein Großteil der dafür veranschlagten Divisionen aus dem Kader des Friedensheeres gestellt werden sollte, obwohl dieses teilweise selbst nur aus Rumpfverbänden bestand. Im Jahre 1937 wurde erstmals nach drei Jahren andauernder Neuaufstellungen kein Großverband (mit Ausnahme einer Leichten Division) aufgestellt. Die wichtigste Maßnahme in diesem Jahr bestand in der Motorisierung von vier Infanteriedivisionen. Große Veränderungen traten im Jahr 1938 ein, da es mit der Eingliederung des österreichischen Bundesheeres nach dem Anschluss Österreichs und der Angliederung des Sudetenlandes (Münchner Abkommen) personell möglich wurde, drei Infanterie-, zwei Panzer-, zwei Gebirgs- und eine Leichte Division aufzustellen, womit das eigentliche Ziel des Augustprogrammes bereits überschritten wurde. Von großer Bedeutung für den Rüstungsstand waren die durch die Zerschlagung der Rest-Tschechei erbeuteten, qualitativ hochwertigen tschechischen Armeebestände, die es ermöglichten, 15 bis 20 Divisionen mit militärischem Gerät auszurüsten. Im Sommer 1939 liefen die gestaffelten und nicht öffentlich bekanntgemachten Teilmobilisierungen an, wodurch das organisatorisch gut vorbereitete Kriegsheer zügig und relativ unauffällig auf Stärke gebracht wurde.

#### Wirtschaftliche Probleme
Die materielle Komponente konnte in keiner Weise mit der enormen personellen Steigerung mithalten. Eine Hochrüstung in solchem Tempo musste unweigerlich zu wirtschaftlichen Problemen führen; diese wurden aber weder von der militärischen noch von der politischen Führung berücksichtigt. Die volkswirtschaftlichen Konsequenzen dieser rasanten Aufrüstung, die immense finanzielle Dauerbelastung und die sich eventuell daraus entwickelnden sozialen Folgen spielten für die militärische Führung aber keine Rolle und wurden in Vorträgen und Denkschriften nur am Rande oder gar nicht erwähnt.
| Umfang des finanziellen Volumens für den Endausbau des Heeres (Augustprogramm 1936) |      |      |      |      |      |      |      |      |      |
| Haushaltsjahr                                                                       | 1937 | 1938 | 1939 | 1940 | 1941 | 1942 | 1943 | 1944 | 1945 |
| Bisheriger Bedarf (in Mrd. RM) Juliprogramm 1935                                    | 3,58 | 3,68 | 3,86 | 3,44 | 2,58 | 2,58 | 2,58 | 2,58 | 2,58 |
| Neuer Bedarf Augustprogramm 1936                                                    | 8,88 | 8,98 | 8,86 | 4,67 | 4,29 | 3,50 | 3,47 | 3,47 | 3,17 |
| Kosten für Mindestbeschaffung (Zusätzlich zum Augustprogramm)                       |      |      |      | 2,90 | 3,33 | 3,75 | 4,18 | 4,60 | 4,60 |

So ließen die Mindestbeschaffungsaufträge, welche der Industrie auch nach der Hochphase der Rüstung Aufträge vermitteln sollten, in der Zukunft untragbare Zustände entstehen, was beispielsweise daran ersichtlich wurde, dass ab 1942 dieser Posten höher war als die Unterhaltskosten des Heeres. Die unsinnige Konsequenz der Mindestbeschaffung würde sich spätestens ab 1940 zeigen, als man beispielsweise mit einem jährlichen Zuwachs von 36.000 Maschinengewehren rechnete, für die keine Verwendungsmöglichkeit bestand. Die Lösung des Dilemmas bestand entweder in einer Verlangsamung der Rüstungsproduktion bereits in der Aufrüstungsphase oder einem mit Abschluss der Aufrüstung einsetzenden Verbrauch, was nichts anderes als Krieg bedeutete. So schrieb General Friedrich Fromm in einer Denkschrift 1936, dass sehr große Schwierigkeiten dadurch entstehen, „daß die MobKapazität der Rüstungsindustrie durch laufende große Mindestbeschaffungsaufträge ab 1940 ohne vorliegenden Bedarf erhalten werden muß“, deshalb müsse „anschließend an die Aufrüstungsperiode bald der Einsatz der Wehrmacht erfolgen“. Mit der Entscheidung für die zweite Option stellte die militärische Führung 1936 autonom die Weichen für eine gewaltsame Auseinandersetzung, ohne vom NS-Regime in Zielsetzung, Planung und Geschwindigkeit unmittelbar beeinflusst worden zu sein.

Die weltweite Stahlerzeugung im Jahr 1939

Zu fortwährenden Umdispositionen und somit zu einer Verlangsamung der Aufrüstung kam es ab 1936, als die Rohstoffknappheit zu einem prekären Faktor wurde. So ist es kein Zufall, dass in diesen Zeitraum der von Hitler proklamierte Vierjahresplan fiel. Dieses Programm zur Ausbeutung aller heimischen Rohstoffvorkommen und des Aufbaus einer Ersatzstoffindustrie – hauptsächlich für Kunstkautschuk und Synthetisches Benzin – ohne Rücksicht auf Rentabilität und die damit verbundene Zielsetzung, die Wirtschaft „kriegsfähig“ zu machen, ist im Zusammenhang mit dem Augustprogramm des Heeres zu sehen. Die wirtschaftlichen Probleme wurden dadurch jedoch nicht gelöst. So konnte schon 1937 der Kupferbedarf des Heeres nur zur Hälfte gedeckt werden, was den ObdH zu einer Meldung veranlasste, dass ein erheblicher Teil der im Jahre 1939 zu fertigenden Munition ohne Führungsringe und ohne Zünder zur Auslieferung kommen werde. Neben der Verknappung von Nichteisenmetallen kam 1937 auch ein Mangel von Rohstahl dazu; Eisen und Stahl wurden kontingentiert. So konnten in diesem Jahr statt der vom Heer monatlich angeforderten 750.000 Tonnen Stahl nur 300.000 Tonnen geliefert werden. Ein weiterer Verteilungskampf in schärfster Form entstand nach Hitlers Befehl, den Westwall durch die Organisation Todt ohne jede Rücksicht auf die wirtschaftliche Situation auszubauen. Die Stahlknappheit führte schließlich zu einer im Dezember 1938 vom Reichswirtschaftsminister ausgerufenen Sperre für alle Aufträge von Stabstahl und Feinblechen an die Industrie, wodurch es zu gravierenden Lieferverzögerungen an Waffen, Gerät und Munition kam. Das Heeresamt und der Generalstab zogen daraufhin die Konsequenzen und meldeten, dass der Großteil des Kriegsheeres erst zum 1. April 1941 vollständig aufgestellt und der erforderliche Munitionsnachschub gar erst zum 1. April 1942 erreicht werden könne. Hitler hatte eine Bevorratung von Nachschub aber nicht ins Auge gefasst und forderte ein noch schnelleres Tempo bei der Aufrüstung, was das Heeresamt im April 1939 zur Meldung veranlasste, dass 34 Infanteriedivisionen so gut wie überhaupt keine Waffen und Geräte besitzen, das Ersatzheer nur über zehn Prozent an Gewehren und MG verfüge und der gesamte Munitionsvorrat auf 15 Kampftage gesunken sei. Die durchgeführte Breitenrüstung ließ den fabrikatorischen Aufbau von Nachschubkapazitäten nicht zu; umfangreiche materielle Reserven konnten nicht gewährleistet werden.

### Aufrüstung der Marine

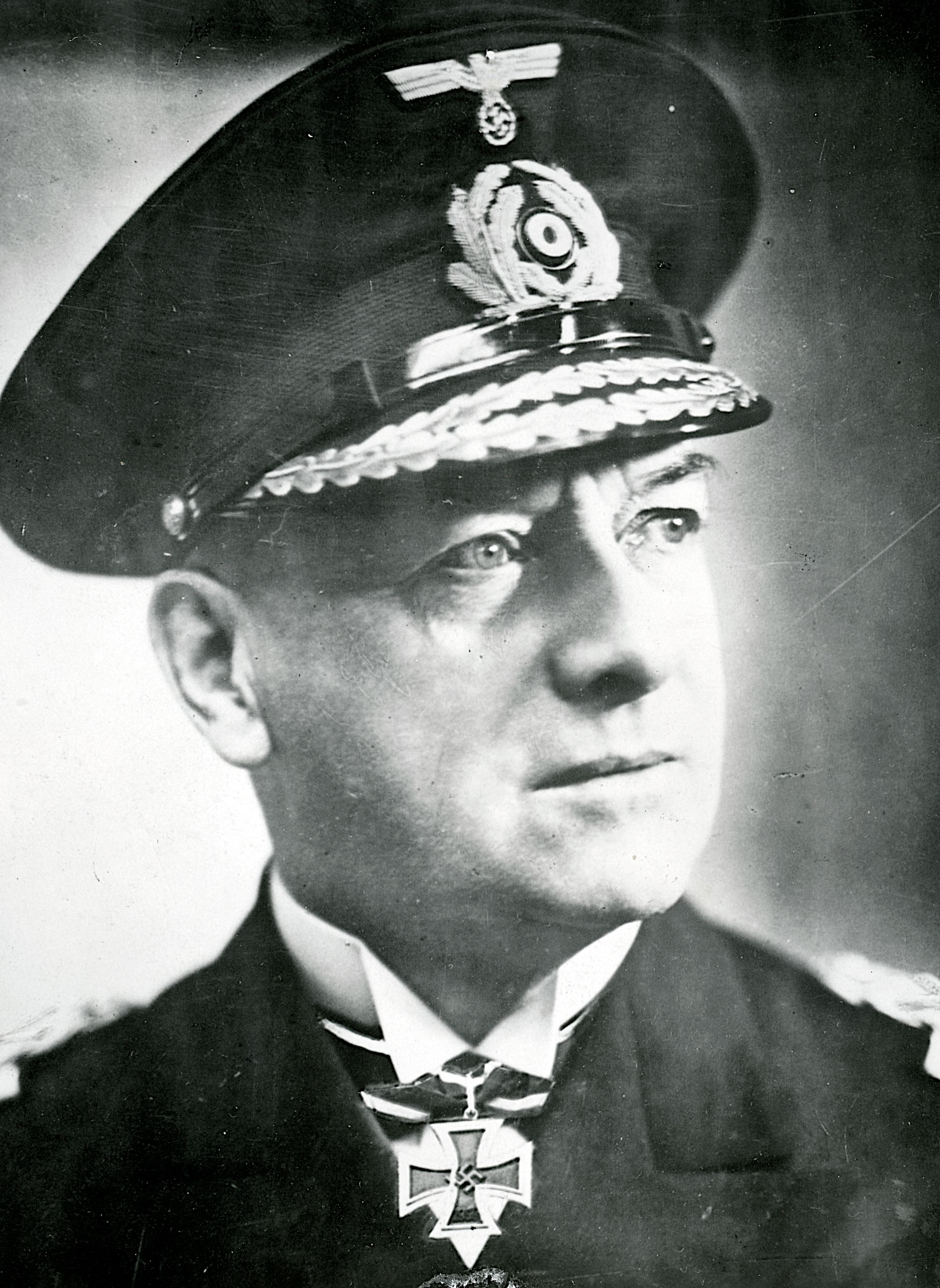
Erich Raeder konnte den anfangs skeptischen Hitler zur Forcierung des Flottenbaus umstimmen

Wie beim Heer nahm die Aufrüstung der Marine ihren Ausgang im »Zweiten Rüstungsprogramm«, wobei auch hier ab 1933 die finanziellen Mittel vorerst für Infrastrukturmaßnahmen (etwa den Aufbau von Küstenverteidigungsanlagen, Häfen, Werften und eigenen Rüstungsbetrieben) verwendet wurden. 1933 gab es keine klare Zielrichtung für den Flottenbau, weil man den Verlauf der Genfer Abrüstungskonferenz abwarten wollte und Hitler anfangs ein scharfer Gegner einer maritimen Ausrichtung der deutschen Politik und an einer Forcierung des Flottenbaus nicht interessiert war, weil er auf diesem Wege einen Ausgleich mit England erzielen wollte. Hitler wiederholte in einem ersten Gespräch im Frühjahr 1933 mit dem Chef der Marineleitung Raeder seine politische Richtlinie, „nie mehr gegen England kämpfen zu wollen.“ Jedoch scheint Raeder den Reichskanzler von der Nützlichkeit der Flotte aus Gründen der Macht- und Bündnispolitik überzeugt zu haben, denn Hitler revidierte später seine Meinung und war einer Marinerüstung nicht mehr abgeneigt. Die anfänglichen Kriegsspiele der Marine wurden mit dem Hintergrund durchgeführt, Frankreich nicht nur am Eindringen in die Ostsee zu hindern, sondern dessen Seeverbindungen auch durch eine aktive Seekriegsführung im Atlantik zu behindern. Deswegen war das Ziel der Marineführung schon seit den zwei Rüstungsprogrammen der Reichswehr die Parität mit Frankreich.

#### Schiffsbaupläne
Zu Beginn des Jahres 1934 wurden die Bauaufträge für die Panzerschiffe D und E mit erhöhter Tonnage (später Gneisenau und Scharnhorst) und vier Zerstörer vergeben. Nach Verlassen der Abrüstungskonferenz setzte auch in der Marineführung eine nicht mehr auf den Versailler Vertrag Rücksicht nehmende Rüstungspolitik ein, welche sich im März in einem neuen Schiffbau-Plan niederschlug. Dieser sah den Bau von acht Panzerschiffen, drei Flugzeugträgern, 18 Kreuzern, 48 Zerstörern und 72 U-Booten vor und sollte bis 1949 realisiert werden. Im Herbst wurden im Rahmen dieses Planes die Bauaufträge für die schweren Kreuzer Blücher, Admiral Hipper und für fünf Zerstörer erteilt sowie die Pläne für das erste Großkampfschiff (Ersatzbau F, später Bismarck) forciert, so dass mit dessen Baubeginn im Sommer 1936 gerechnet werden konnte. Auch der dritte Kreuzer der Admiral-Hipper-Klasse, die spätere Prinz Eugen, wurde in Auftrag gegeben und im Mai 1936 auf Kiel gelegt. Mit diesen Bauanordnungen wurde der Rahmen des Versailler Vertrages gesprengt, was aber keine Konsequenzen nach sich zog, da dies vor der Öffentlichkeit gut verheimlicht werden konnte.

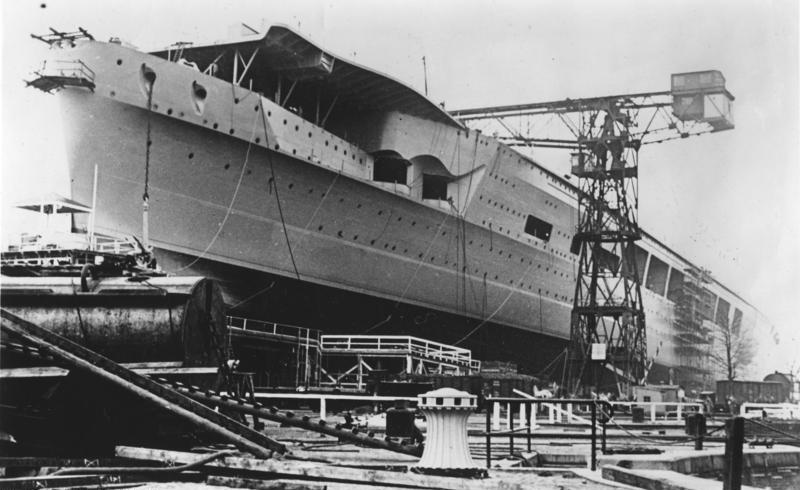
Der voreilig konzipierte Träger Graf Zeppelin wurde, wie sein Schwesterschiff, nie fertiggestellt

In der Folgezeit kam es zu scharfen Kontroversen innerhalb der Marineführung aber auch zwischen dieser, dem Auswärtigen Amt und Hitler über die Einzelheiten der Schiffbauplanung sowie über die politische Zielsetzung; letztendlich konnte dieses Programm bis Kriegsbeginn nicht annähernd realisiert werden. Besonders ein so langfristiges Rüstungsprogramm wie der Schiffbau war empfindlich für kurzfristige Planänderungen. Im Januar 1935 betonte Hitler, dass aufgrund des zu erwartenden außenpolitischen Drucks wegen der Saarabstimmung das Rüstungstempo zu erhöhen sei, was die Marineführung dazu veranlasste, weitere Zerstörer in Auftrag zu geben und den Baubeginn für den Flugzeugträger A (später Graf Zeppelin) auf den 1. April 1935 vorzuverlegen, obwohl über die wichtigsten Baudaten dieses Schiffes noch gar nicht entschieden worden war. Dieser voreilige Plan ließ sich nicht realisieren und erst am 16. November 1935 wurden der Flugzeugträger A und das Schwesterschiff Flugzeugträger B in Auftrag gegeben (wobei keines der beiden Schiffe je fertiggestellt wurde). Das am 18. Juni 1935 unterzeichnete – und von der Marineführung ohnehin nur als vorläufig betrachtete – Deutsch-Britische Flottenabkommen bedeutete somit keinen „Verzicht“ für die Kriegsmarine, denn die nun statt der 144.000 tn.l. offiziell zur Verfügung stehenden 520.000 tn.l. konnten nicht ausgeschöpft werden, weil die Werften schon voll ausgelastet waren und keine zusätzlichen Neubauten übernehmen konnten.
U-Boot-Bau

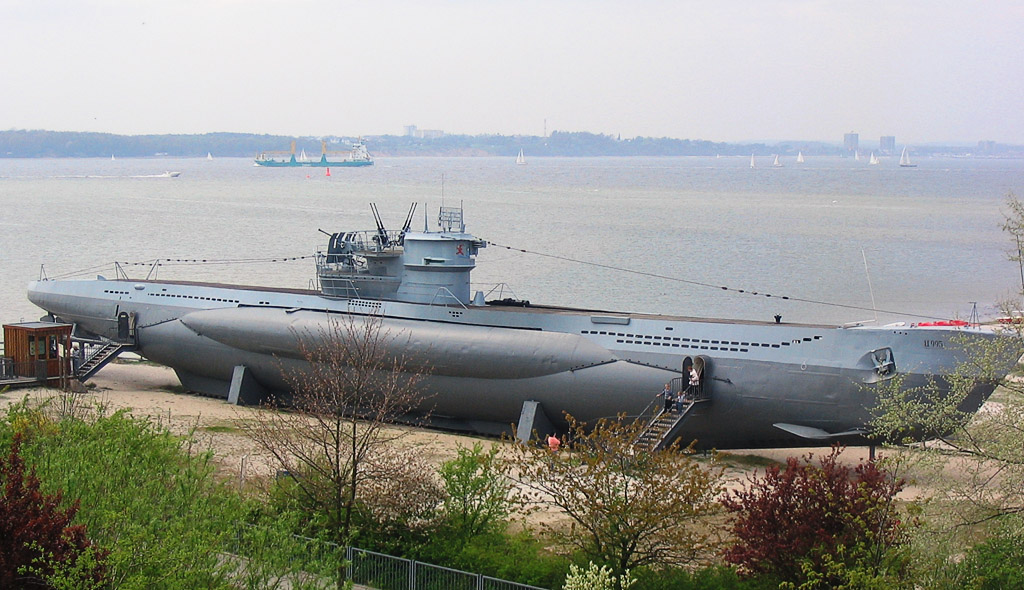
Eine von Dönitz geforderte Konzentrierung auf den Typ VII unterblieb

Auch die U-Boot-Baupolitik blieb ohne klare Konturen. Der Führer der Unterseeboote Dönitz forderte die Konzentration auf einen Haupt-Typ, ein 750-t-Boot, das sich durch hohe Offensivkraft auf kleinem Raum auszeichnete. Doch bei der Marineleitung warf man den Blick auch auf größere Unternehmungen, so dass Raeder als Kompromiss im Jahr 1936 den Bau von sieben Booten des Typs VII und vier Booten des größeren Typs IX anordnete. Im folgenden Jahr wurden acht Boote des mittleren Typs VII, fünf Boote des größeren Typs IX und acht Boote des Küstentyps II in Auftrag gegeben. Die konzeptionslose Baupolitik, welche weder militärischem noch politischem Kalkül, sondern gerade gegebenen wirtschaftlichen Möglichkeiten folgte, zeigte sich u. a. darin, dass im Sommer 1937 Aufträge für acht zusätzliche Boote vom kleinen Typ II nur deswegen vergeben wurden, weil überraschenderweise Werftkapazität zur Verfügung stand. Zu Kriegsbeginn standen nur 57 U-Boote bereit; davon war die Hälfte für ozeanische Unternehmungen geeignet.
Schiffsbauplan 1937
Hitlers Annäherungsversuche an England, um im Osten freie Hand zu bekommen, hatten nicht den gewünschten Erfolg, weshalb 1937 erstmals auch England als eventueller Gegner in die Studien der maritimen Operationsabteilungen mit einbezogen wurde. Dem wurde mit Raeders erweitertem Bauprogramm vom 21. Dezember 1937 Rechnung getragen, das nicht nur den Neubau von sechs Schlachtschiffen vorsah, sondern den schon im Bau befindlichen zwei Flugzeugträgern zwei weitere hinzufügte. Dieser Plan blieb wegen der angespannten wirtschaftlichen Lage folgenlos – im Jahr 1937 konnte kein einziges Kriegsschiff bis einschließlich Zerstörer in Auftrag gegeben werden. Gegenüber den weitschweifenden Plänen nahm sich Ende des Jahres der Schiffsbestand recht bescheiden aus: die Flotte bestand aus drei Panzerschiffen, sechs Leichten Kreuzern, sieben Zerstörern und zwölf Torpedobooten.
Z-Plan

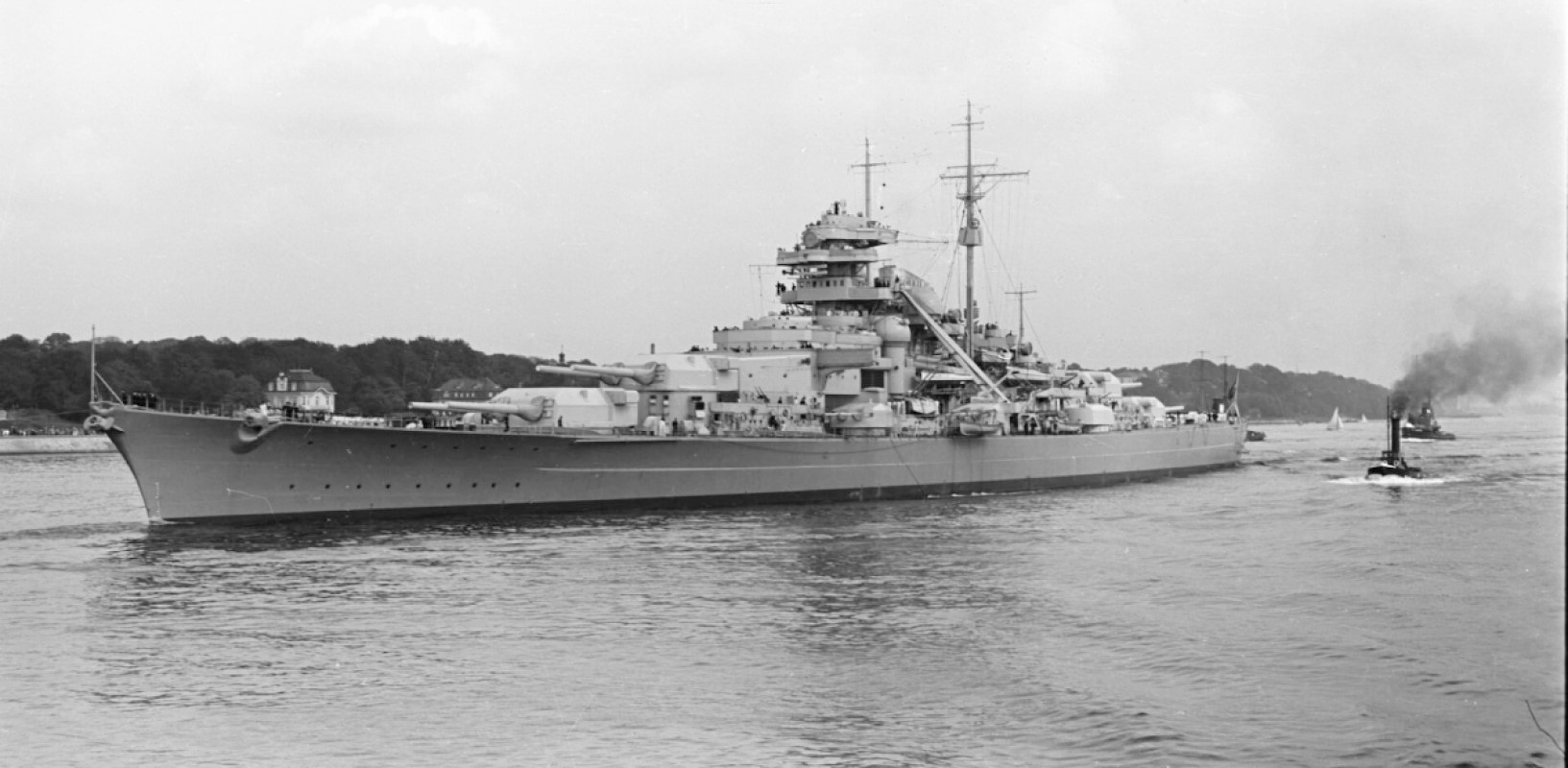
In der Seekriegsleitung gab es kritische Stimmen über den Sinn von Schlachtschiffen (hier: die Bismarck)

Im Jahre 1938 wurde endgültig mit dem Bann einer deutsch-englischen Konfrontation gebrochen, woraufhin im Sommer die Operationsabteilung der Seekriegsleitung eine Denkschrift über die Möglichkeiten der „Seekriegsführung gegen England“ herausgab, aus welcher hervorging, dass die Kriegsmarine die erwartete britische Seeblockade nicht sprengen könne und das einzige Ziel der Seekriegsführung nur in der nachhaltigen Störung des britischen Überseehandels mittels weitreichender Panzerschiffe und dem massierten Einsatz von U-Booten liegen könne. Die Zukunft der von Hitler favorisierten Schlachtschiffe wurde in dem Bericht nur vorsichtig behandelt und in der Abschlussbesprechung ergab sich die paradoxe Situation, dass der Chef des Stabes feststellen musste, dass man den Schiffstyp zwar brauche, aber eine völlige Klärung des Verwendungszwecks nicht erreicht werden konnte. Diesem Bericht wurde jedoch nur am Rande Rechnung getragen und man entwickelte nach mehreren Planungsüberarbeitungen ein utopisches Programm, das unter dem Namen Z-Plan bekannt wurde. Dieses umfasste in der Endfassung insgesamt 10 Schlachtschiffe, 4 Flugzeugträger, 15 Panzerschiffe, 5 Schwere, 22 Leichte u. 22 Späh-Kreuzer, 68 Zerstörer und 249 U-Boote. Das Projekt sollte bis 1948 fertiggestellt sein, wobei die Schlachtschiffe und Flugzeugträger mit ihren extrem langen Bauzeiten vorerst in den Hintergrund rücken sollten. Zugleich beließ es der Flottenchef nicht bei dieser abenteuerlichen Vision und schlug neben einer starken Heimatflotte eine zusätzliche Auslandsflotte vor, deren insgesamt vier Kampfgruppen zu je einem Schlachtkreuzer, Schwerem Kreuzer und Flugzeugträger sowie Zerstörern, U-Booten und Versorgungsschiffen in den Weltmeeren selbstständig operieren sollten. Ähnlich wie beim Heer legte dieser realitätsferne Plan die wirtschaftliche Denkweise der militärischen Führung offen, denn selbst bei einer – kaum zu realisierenden – Fertigstellung hätte man niemals eine Parität mit der bis dahin ebenfalls ausgebauten alliierten Flotte erreichen können. Als Raeder den Z-Plan Hitler am 17. Januar 1939 vorlegte, konnte er sich mit der Priorität auf Panzerschiffe für die Kreuzerkriegsführung nicht durchsetzen, denn Hitler gab den Vorrang dem Neubau der sechs Schlachtschiffe der H-Klasse und befahl deren Fertigstellung bis 1944. Der nun politisch vorangetriebene Schlachtschiffbau entsprach nicht dem Konzept einer Seekriegsführung gegen England; die Marine wähnte sich aber auf dem Weg zu einer Seemacht.

#### Wirtschaftliche Probleme

Die Stahlverteilung ’39 zeigt das Missverhältnis zwischen Forderung der Wehrmacht und Zuteilung

Wie die anderen zwei Teilstreitkräfte war auch die Marine dem Problem der Stahlknappheit unterworfen. Neben diesen Lieferschwierigkeiten gesellten sich auch organisatorische Probleme, die sich dahingehend äußerten, dass der Marine zwar nach der Konferenz Hitlers mit der Wehrmachtführung am 5. November 1937 eine Erhöhung der Monatsquote von 45.000 t Stahl auf 70.000 t zugesichert worden war, die Werften aber gar nicht in der Lage waren, diese Menge zu verarbeiten, denn im April 1938 lag die interne Lieferforderung nur bei 53.000 t. Noch schwieriger gestaltete sich die Arbeiterfrage, denn der Personalmangel Ende 1938 konnte nur durch im Juli angeordnete Dienstverpflichtungen einigermaßen gedeckt werden, wodurch der erhöhte Arbeitskräftebedarf durch den Schlachtschiffneubau im Jahre 1939 aber nicht mehr zu kompensieren war. Daneben führten Wohnungsmangel für die Werftarbeiter, das Zulagewesen und die Dienstverpflichtungen zu einem schlechten Betriebsklima.
Der gesamte Schiffbau verschleppte sich aufgrund der mangelnden Versorgung mit Stahl und Nichteisenmetallen sowie des spürbar werdenden Fachkräftemangels. Eine für Raeder angefertigte Aufstellung ergab, dass seit Baubeginn die Verzögerung bei sämtlichen Schiffen durchschnittlich 12 Monate, in Extremfällen gar 22 Monate betrage, obwohl enorme finanzielle Mittel in den Schiffbau investiert wurden:
| Für den Aufbau der Kriegsmarine verwendete Mittel |       |       |       |       |        |        |        |        |
| Jahr                                              | 1932  | 1933  | 1934  | 1935  | 1936   | 1937   | 1938   | 1939   |
| Schiffbau (in Mio. RM)                            | 49,6  | 76,1  | 172,3 | 287   | 561,3  | 603,1  | 458,8  | 545,1  |
| Marinegesamthaushalt (in Mio. RM)                 | 187,4 | 311,8 | 496,5 | 695,1 | 1160,7 | 1478,5 | 1756,3 | 2389,9 |
| Prozent (des Marinehaushaltes)                    | 26,4  | 24,5  | 34,7  | 41,3  | 48,4   | 40,8   | 26,1   | 22,8   |

Obwohl im Jahr 1939 im Vergleich zu 1932 mehr als das Zwölffache an Etatmitteln ausgegeben wurde, konnten die Werften die durch den Versailler Vertrag erzwungene Pause beim Schiffbau nicht ohne Weiteres kompensieren. Sie sahen sich mit den besonderen Problemen des Kriegsschiffbaus konfrontiert und mussten erst Erfahrungen sammeln. So benötigten beispielsweise die Deutsche Werke in Kiel von der Auftragserteilung bis zur Indienststellung für den Schweren Kreuzer Blücher knapp fünf Jahre, für den Leichten Kreuzer Karlsruhe dreieinhalb Jahre und selbst für einen Zerstörer 1934 fast drei Jahre. Als Extrembeispiel sei das Panzerschiff Deutschland aufgeführt, dessen Entwicklungsgeschichte von den ersten Konstruktionsentwürfen bis zur Indienststellung sich fast über ein Jahrzehnt verfolgen lässt.

### Aufrüstung der Luftwaffe

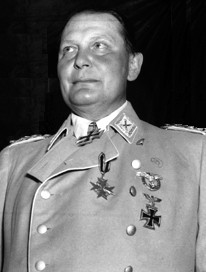
Durch das politische Gewicht Görings eröffneten sich der jungen Luftwaffe besondere Perspektiven

Um die kritische Phase der Aufrüstung zu überbrücken, sollte im ersten Schritt eine Risiko-Luftwaffe geschaffen werden. Keine andere Teilstreitkraft hat daher eine so rasante Entstehung vollzogen wie die Luftwaffe. Hatte die Entwicklung von dem Versailler Totalverbot bis zu den 4.000 Frontflugzeugen bei Kriegsbeginn sich anfangs darauf gründen konnte, dass sie keinem starren traditionsfixiertem Leitbild folgen musste und durch das politische Gewicht ihres Chefs Göring eine exponierte Stellung besaß. Auch die Luftwaffenrüstung basierte auf dem Fundament des „Zweiten Rüstungsprogrammes“ vom Sommer 1932, wobei für 1933/34 nur die Aufstellung von reinen Ausbildungsverbänden und bis 1937 der Aufbau von 21 Staffeln mit 150 Kampfflugzeugen (78 Aufklärer, 54 Jäger und 18 Bomber) vorgesehen war.
Die anfänglichen Schwierigkeiten beim Aufbau der Luftwaffe begründeten sich darauf, dass es keine vorhandene Organisationsstrukturen gab und der Personenkreis, der mit der Militärluftfahrt verbunden war, klein war. So befanden sich im Sommer 1933 nur 76 Offiziere im Reichsluftfahrtministerium und die fliegenden Verbände bestanden aus drei getarnten „Reklamestaffeln“, die im Herbst 1930 aufgestellt und ausschließlich mit Doppeldeckern ausgerüstet waren. 550 qualifizierte Fliegeroffiziere standen anfangs zur Verfügung, von denen 220 in der geheimen Fliegerschule der Reichswehr im russischen Lipezk ausgebildet worden waren.

#### Luftrüstungsprogramme
Als die früheste Äußerung zu Grundsatzfragen der Luftkriegsführung gilt die Denkschrift „Die deutsche Luftflotte“ des Direktors der Lufthansa, Robert Knauss, die im Mai 1933 dem Staatssekretär Milch im Reichsluftfahrtministerium vorgelegt wurde.
Knauss war der Meinung, dass eine Großmachtstellung Deutschlands nur mittels Aufstellung einer Bomberflotte zu realisieren sei, und argumentierte, dass der Bau von zwei Panzerkreuzern die derzeitigen Machtverhältnisse nicht ändern würde, dass aber mit den gleichen finanziellen Mitteln stattdessen 400 Bomber gebaut werden könnten, die ein ungeheures Abschreckungspotential – originär gegen Frankreich und Polen – darstellen. Trotz der von Milch bekundeten Übereinstimmung mit der Denkschrift wurden die Theorien nur unvollkommen in das erste offizielle Luftrüstungsprogramm vom Juni 1933 übernommen, das bis zum Herbst 1935 die Aufstellung von 600 Frontflugzeugen in 51 Staffeln vorsah. Der Schwerpunkt lag zwar eindeutig in der geplanten Aufstellung von 27 Bomberstaffeln, jedoch bestand die Bomberflotte weder aus dem von Knauss gewünschten Flugzeugtyp noch wurden die empfohlenen Größenordnungen erreicht; statt der von ihm geforderten 400 Bomber sollten nur 250 bis Herbst 1935 einsatzbereit zur Verfügung stehen. Ein zuvor angedachtes Programm mit insgesamt 1000 Flugzeugen für das Jahr 1934 wurde als unrealistisch revidiert, da die Fertigungskapazitäten dies nicht zuließen.
Kapazitätsausbau

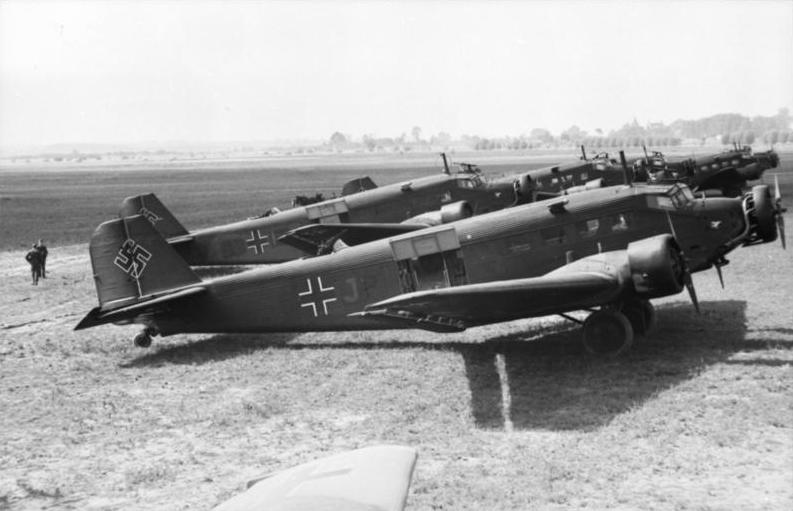
Die Einführung des Taktverfahrens für die Ju 52 erfolgte auf Initiative des RLM

Ein erhebliches Problem war die anfänglich geringe Produktionskapazität der deutschen Flugzeugindustrie. So arbeiteten in allen deutschen Flugzeugwerken Anfang 1933 insgesamt nur knapp 4000 Mann. Die bedeutsamsten Werke waren bis dahin Junkers in Dessau, Heinkel und Arado in Warnemünde, BFW/Messerschmitt in Augsburg, Focke-Wulf in Bremen und Dornier in Friedrichshafen. Mit der auf den Mefo-Wechseln beruhenden „geräuschlosen Finanzierung“ konnte die Zahl der Beschäftigten erhöht werden. Gleichzeitig wurde die Flugzeugindustrie durch das Reichsluftfahrtministerium aufgefordert, neue Werke zu bauen, wobei sie mit Unterstützung durch Kredite und Beteiligungen des Luftfahrtkontors, einer reichseigenen Investitionsgesellschaft, rechnen konnte. Die Zahl der Arbeitskräfte wuchs in knapp sechs Jahren um das Fünfzigfache:
- 1934: 16.870
- 1935: 59.600
- 1936: 110.600
- 1937: 167.200
- 1938: 204.100

Auch die Rationalisierung erfolgte auf Initiative des Reichsluftfahrtministeriums. So informierte man das Unternehmen Junkers, dass man im Jahr 1934 vorsah, 179 Flugzeuge des Typs Ju 52 zu bestellen. Nachdem 1932 nur 18 Flugzeuge dieses Typs hergestellt wurden, entwickelte man zur Produktionssteigerung das Takt-Verfahren, bei dem von Junkers kontrollierte Zulieferbetriebe die Einzelteile herstellten und im Stammwerk Dessau nur noch die Endmontage am Band erfolgte.
Luftrüstungsprogramm 1934
Trotz des Erkennens der Wichtigkeit einer strategischen Luftkriegsführung wurde schon sehr zeitig der Schwerpunkt auf eine taktische Luftwaffe gelegt, da man glaubte, mit zweimotorigen Bombern die Abwehr eines eventuellen Angriffs der potentiellen Gegner Frankreich und Polen gewährleisten zu können. Da zudem die Produktionskapazitäten den gleichzeitigen Bau von schweren und mittleren Bombern nicht zuließen, wurde ein neuer Rüstungsplan notwendig. Dazu wurde am 1. Juli 1934 ein neues Produktionsprogramm beschlossen, das bei einem Kostenvoranschlag von 10,5 Mrd. RM die Beschaffung von 17.015 Flugzeugen aller Art bis März 1938 vorsah. Dieser Plan beinhaltete insgesamt nur 5.112 Kampfflugzeuge:
- Jagdflugzeuge: 2.225
- Bomber: 2.188
- Sturzkampfbomber: 699
- Aufklärer: 1.559
- Schulflugzeuge: ca. 10.000

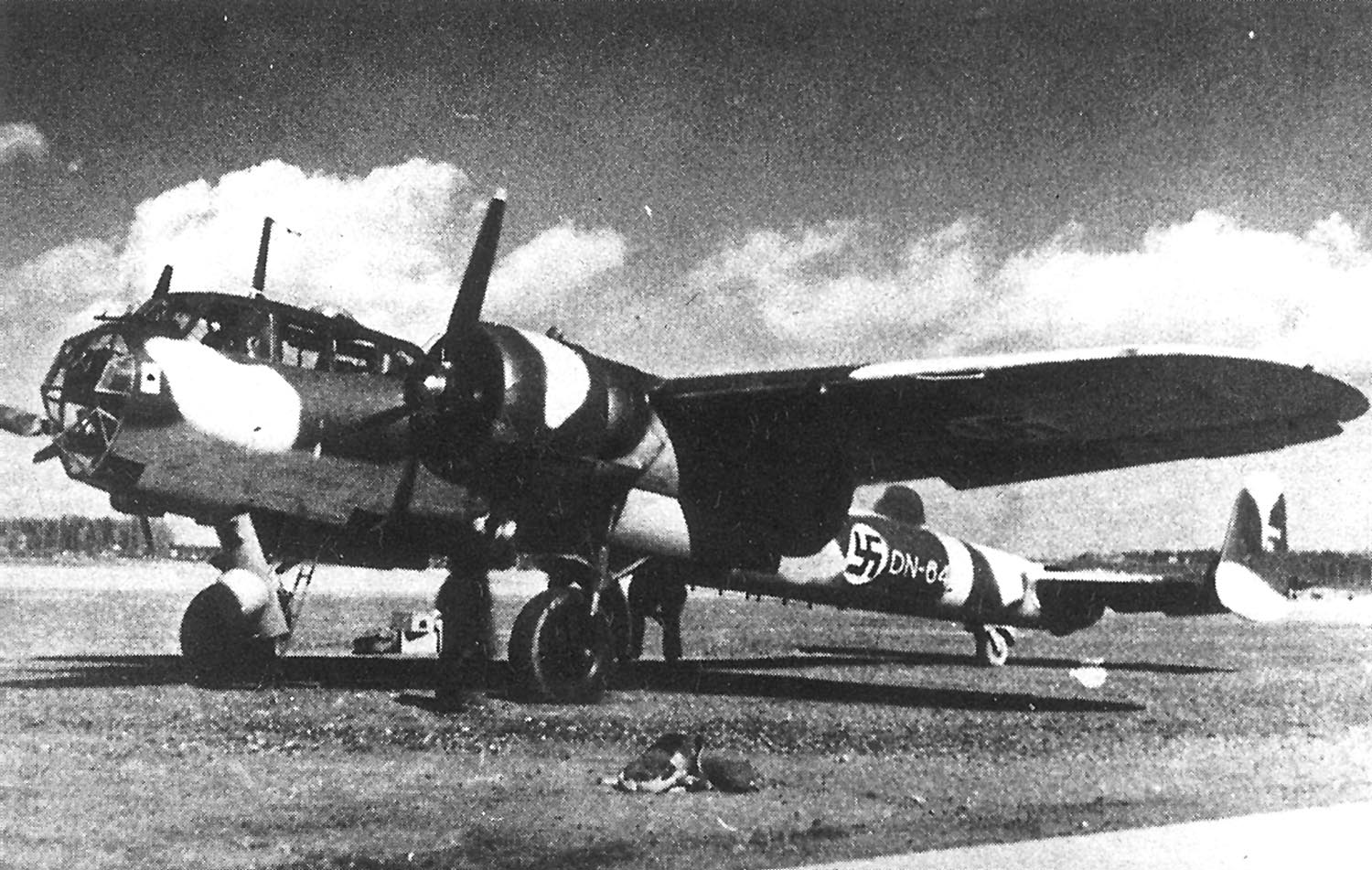
Die Einführung neuer Flugzeugtypen, wie der Dornier Do 17, verzögerte sich aufgrund langwieriger Entwicklungsphasen

Die hohe Zahl der geplanten Schulflugzeuge machte deutlich, dass die Luftwaffenführung zu dieser Zeit noch großen Wert auf Ausbildung und Konsolidierung ihrer Teilstreitkraft legte. In der ersten Phase sollten bis Herbst 1935 rund 4.000 Flugzeuge produziert werden, was einer Vervierfachung der Flugzeugproduktion in kürzester Zeit entsprach. Ende 1934 waren bereits knapp 2.000 Flugzeuge ausgeliefert, was einen Planungsrückstand von nur sechs Prozent bedeutete und als Meisterleistung der Industrieplaner im Reichsluftfahrtministerium gesehen werden kann. Zum Zeitpunkt der offiziellen Enttarnung der Luftwaffe durch Hitler im März 1935 verfügte die Luftwaffe über rund 2.500 Flugzeuge, worunter sich 800 Frontflugzeuge befanden. Allerdings handelte es sich dabei fast ausschließlich um veraltete Modelle: so waren die bislang ausgelieferten 270 Bomber Behelfsflugzeuge des Typs Ju 52 und Do 11, und die 100 Jäger waren Doppeldecker vom Typ Ar 64 und Ar 65. Der Chef der Entwicklungsabteilung im Technischen Amt des Reichsluftfahrtministerium, Major Wolfram von Richthofen, brachte die damalige Meinung auf den Punkt, als er meinte, „dass bedingt brauchbares Gerät besser als gar kein Gerät sei“.
Die neuen Mittelstreckenbomber Do 17, He 111 und der Sturzkampfbomber Ju 87 hatten noch eine teilweise langwierige Entwicklungsphase vor sich. Zu einem anfänglichen Engpass kam es bei der Motorenproduktion, da nur das Unternehmen Junkers in den zwanziger Jahren an deren Weiterentwicklung teilgenommen hatte und die Unternehmen Daimler-Benz und BMW nun erst Erfahrungen sammeln mussten. So kam es bis Mitte 1936 zu mehreren Ergänzungsprogrammen, die das Ziel hatten, den Technikwandel zu vollziehen, ohne dabei die geschaffenen Kapazitäten herunterzufahren. Die Industrie zeigte sich relativ flexibel, so dass der Umrüstungsprozess im Jahre 1937 vollzogen werden konnte.
Veränderte Rüstung ab 1936
Trotz der Schwierigkeiten, die der schnelle Aufbau mit sich brachte, waren die Jahre 1933 bis 1936 durch eine effektive Zusammenarbeit der führenden Männer im Reichsluftfahrtministerium geprägt; der mit Ämtern überhäufte Göring ließ seinen kompetenten Mitarbeitern Erhard Milch, Wilhelm Wimmer und Walther Wever größtenteils freie Hand. Zudem war die bisherige Rüstung geprägt von einer umsichtigen Planung, welche im Gegensatz zu den anderen zwei Wehrmachtteilen die wirtschaftlichen Faktoren der Rüstung berücksichtigte. Trotz des Rüstungsschwerpunkts auf taktische Bomber wurde die Bedeutung der strategischen Einsatzmöglichkeiten nicht außer Acht gelassen, denn Wever als Chef des Luftkommandoamtes erklärte schon 1935 in seiner »Vorschrift zur Luftkriegsführung«, dass die Aufgaben der Luftwaffe in der Offensive gegen die „Kampfkraft des Gegners, also gegen die feindliche Luftwaffe und dann gegen die Kraftquellen der feindlichen Armee“ liegen und ließ deswegen Richtlinien für die weitere Entwicklung eines strategischen Bombers erstellen.
Der von Göring misstrauisch erkannte Erfolg seiner höheren Offiziere und schließlich Wevers Tod am 3. Juni 1936 läuteten aber eine neue Ära in der Luftwaffe ein. Göring mischte sich nun mehr und mehr in die Amtsgeschäfte ein und begann, die drei höchsten Luftwaffenoffiziere gegeneinander auszuspielen.
Als Wevers Nachfolger bestimmte er Generalleutnant Albert Kesselring, der als Chef des Luftwaffenverwaltungsamtes ein Experte in Organisationsfragen war, aber für die neue Stelle als Chef des Generalstabes (bis 2. Juni 1937 Luftkommandoamt) keine glückliche Wahl war. Gleichzeitig wurde der Generalstab nun direkt Göring unterstellt. Damit wurde die Position von Milch als stellvertretender OB der Luftwaffe im täglichen Dienstgeschäft faktisch beendet, weil er in dieser Funktion nur noch bei tatsächlichen Notfällen für Göring einsprang.

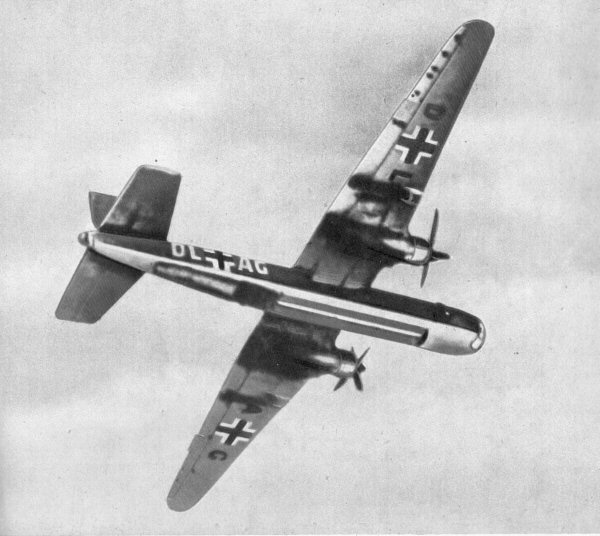
Udets Inkompetenz führte zu absurden Forderungen, wie der nach Sturzkampffähigkeit für den schweren Bomber He 177

Die schwerwiegendste Fehlentscheidung war die Ablösung des Chefs des Technischen Amtes General Wimmer durch Görings ehemaligen Fliegerkameraden Udet, welcher später noch zum Generalluftzeugmeister aufstieg. Udet besaß zwar hervorragende Flugerfahrung, aber keinerlei technische oder organisatorische Fähigkeiten. Auf technischem Gebiet kam es nun zu teils gravierenden Veränderungen. Die Entwicklung eines strategischen Bombers wurde für zweitrangig erklärt und der Wert von nun an auf allgemeine Sturzkampffähigkeit gelegt, von welcher sich Udet eine bessere Zielgenauigkeit versprach. Die groteske Folge war, dass zukünftige Bombertypen sturzkampffähig sein sollten, so auch die schwere He 177 und die vielversprechende Ju 88. Die im Jahre 1937 einsetzenden Überlegungen über eine bis 1940 durchzuführende Modernisierungsphase, in welcher die derzeitigen Typen wie He 111, Do 17 und Ju 86 durch fortschrittlichere Typen ersetzt werden sollten, wurden nicht weiter verfolgt, da dies einen gravierenden Eingriff in die bestehende Serienproduktion dargestellt hätte und man mit einer Umstellungsdauer der Werke von bis zu neun Monaten rechnete. Um die seiner Meinung nach komplizierten Produktionsprozesse zu vereinfachen, kam Udet auf die Idee einer Einheitszelle mit Einheitsmotor, was angesichts der unterschiedlichen Verwendungszwecke bei der Luftkriegsführung und unter Berücksichtigung der beschleunigten technischen Entwicklungen an der Wirklichkeit vorbeiging.
Konzentriertes Luftrüstungs-Programm
Nach der von Hitler als Niederlage empfundenen Münchner Konferenz verkündete Göring in Anbetracht der internationalen Spannungen am 14. Oktober 1938 ein gigantisches Rüstungsprogramm, welches zu einer Verfünffachung der Luftwaffe führen sollte. Dabei sprach er von einer Generalmobilmachung der wirtschaftlichen Ressourcen, ohne darauf einzugehen, wie diese im Einzelnen zu erfolgen sei. Ende Oktober legte der Luftwaffengeneralstab das »Konzentrierte Luftrüstungs-Programm« vor, das die Vergrößerung der Luftstreitkräfte auf 20.000 Flugzeuge bis zum Frühjahr 1942 in folgender Aufstellung vorsah:
- 40 Kampfgeschwader (8000 Flugzeuge, zusätzlich 1 Schlachtgeschwader)
- 16 Jagdgeschwader (3000 Flugzeuge)
- 16 Zerstörergeschwader (3000 Flugzeuge)
- 12 Stukageschwader (2000 Flugzeuge)
- 10 Seekampfgeschwader (2000 Flugzeuge)
- 43 Staffeln Aufklärer (750 Flugzeuge)
- 36 Staffeln Trägerflugzeuge (500 Flugzeuge)
- 4 Transportgeschwader (500 Flugzeuge)

Wenn auch die Militärführung die Luftwaffe hauptsächlich zur Heeresunterstützung und zum Schutz des Heimatluftraumes vorgesehen hatte, wurde die strategische Luftkriegskomponente nicht völlig vernachlässigt, denn in dem Rüstungsplan war der Aufbau von vier Geschwadern mit rund 500 Fernbombern He 177 vorgesehen. Aber die unbefriedigenden Antriebsaggregate, die ungeklärte Treibstoffsituation sowie die ausgelasteten Produktionskapazitäten ließen eine Produktion und somit die Aufstellung einer strategischen Luftflotte nicht zu.

#### Wirtschaftliche Probleme

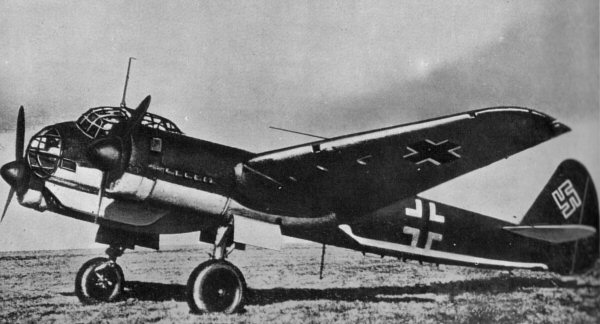
Von der Ju 88 sollten bis März 1940 schon 1000 Stück ausgeliefert worden sein, jedoch kam es aufgrund der Forderung nach Sturzkampffähigkeit zu solchen Verzögerungen, dass Herbst 1939 erst 18 Stück bei der Truppe waren

Die damalige Rohstofflage machte ein solches Programm ohnehin utopisch und obsolet. Das Technische Amt kam zu dem Fazit, dass solch eine Produktionssteigerung nicht durchführbar wäre und man für die längere Aufrechterhaltung der Kampffähigkeit dieser Luftmacht in einem für 1941 angenommenen Kriegsfalle Flugtreibstoff in solcher Menge benötigen würde, dass zur Auffüllung der entsprechenden – noch nicht gebauten – WiFo-Tanklager 85 Prozent der damals bekannten Weltproduktion an Spezialbenzin hätten importiert werden müssen. Zu der inkompetenten Führung kam die allgemeine Verknappung der Rohstoffe erschwerend dazu. So konnte schon 1937 der Stahlbedarf nur zu einem Drittel gedeckt werden, wodurch es trotz der Verbesserung der Versorgungslage durch Göring als Beauftragter des Vier-Jahres-Plans zu einem Produktionsrückgang im Jahre 1938 kam. Der Versuch der politischen Führung, die seinerzeitige Stagnation durch überhöhte Forderungen zu überwinden, musste bei einem so komplizierten Unternehmen wie der Luftwaffenrüstung versagen oder sogar negative Wirkungen hervorrufen. Als ein Beispiel sei die überhastete Ausbildung erwähnt, bei der alleine vom Mai 39 bis Kriegsbeginn 281 Piloten starben und 76 schwer verletzt wurden. Auch die veränderten politischen Bedingungen übten einen negativen Einfluss aus, denn mit England erschien ein neuer Gegner am Horizont, auf den man vor allem technisch nicht vorbereitet war, denn die mangelnde Ausbildung der Besatzungen für die besonderen Bedingungen eines Einsatzes gegen die britischen Inseln sowie die geringe Eindringtiefe und relativ schwache Kampfkraft der zur Verfügung stehenden taktischen Bomber ließen erkennen, dass man auf einen solchen Kampf nicht genügend vorbereitet war. So hatte der vor allem in Großbritannien argwöhnisch betrachtete Aufbau ein internationales politisches Risiko heraufbeschworen, welches die Luftwaffe selbst nicht mehr zu bewältigen vermochte.

## Organisation der Rüstungswirtschaft

Übersicht über den komplizierten Aufbau der Rüstungswirtschaft

Das NS-Regime vertrat lautstark die These, ihr Führerstaat sei hinsichtlich der wehrwirtschaftlichen Mobilisierung den verachteten westlichen Demokratien weit überlegen. Nach 1945 urteilten Historiker, dass gerade ihr Führungsstil zu einer Ineffizienz der Wirtschaft führte, welche erst 1942 mit der Ära Speer überwunden wurde. Zwar waren sich die Verantwortlichen bewusst, dass ein zukünftiger Krieg wie auch der vergangene Krieg ein langwieriger Blockade- und Abnutzungskrieg sein würde und man sich deswegen mit der Schaffung von ausreichenden Reserven und starker Konzentration auf die Produktion militärischer Produkte zu Ungunsten des zivilen Bedarfs eine Voraussetzung für ein erfolgreiches Durchhalten schaffen müsse. Doch die daraus resultierende Konsequenz, dass nur eine strenge Zentralisierung der Entscheidungsbefugnis durch Einsetzung eines „Wirtschaftsdiktators“ den gewünschten Erfolg versprach, wurde nicht gezogen. Stattdessen wurden immer neue Institutionen geschaffen, welche sich gegenseitig behinderten oder gar bekämpften:
- 1935 wurde mit dem Reichsverteidigungsgesetz die Einsetzung eines Generalbevollmächtigten für die Kriegswirtschaft (GBK) beschlossen. Dieser hatte jedoch nur Einfluss auf die kriegs- und lebenswichtigen Betriebe; die Verantwortung über die reinen Rüstungsbetriebe verblieb bei der Wehrmacht.
- Das rasch expandierende Wehrwirtschafts- und Rüstungsamt des OKW unter der Leitung des General Thomas bemühte sich unaufhörlich, die wirtschaftliche Gesamtleitung in die Hand zu bekommen. Jedoch wollte Thomas als Soldat eine „militärische Kommandowirtschaft“ etablieren, wobei schon 1923 von der Reichswehr beschlagnahmte Untersuchungsberichte aus dem Ersten Weltkrieg zu einem vernichtenden Urteil über eine wirtschaftliche Militärbürokratie gekommen sind.
- Mit der Institution des Vierjahresplanes, welcher durch Einsetzung immer neuer Generalbevollmächtigter und sorgsam voneinander abgeschotteter Sonderwirtschaftsbereiche eine eigenständige Rüstungsorganisation wurde, entstand eine starke Konkurrenz für den GBK.
- Ein weiterer Kompromiss wurde 1938 mit dem überarbeiteten Reichsverteidigungsgesetz beschlossen, wobei die Leitung der Wirtschaft im Kriegsfall der Reichswirtschaftsminister als Generalbevollmächtigter für die Wirtschaft (GBW) übernehmen sollte. Der GBW wie auch der GBK wurden später aufgelöst.
- Die Leitung der gesamten Kriegsvorbereitungen sollte der neu geschaffene Reichsverteidigungsrat übernehmen, dessen Vorsitz Göring übertragen wurde. Die Aufgaben im Kriegsfalle blieben aber unbestimmt. Der Rat tagte nur ein paar Mal und traf niemals eine wichtige Entscheidung.
- Jede Teilstreitmacht hatte ihre eigene Rüstungsorganisation, welche jeweils unabhängig voneinander Entwicklungen veranlasste und Kriegsgerät bestellte: das 5.000 Mann starke Heereswaffenamt, das Marinewaffenhauptamt und den Generalluftzeugmeister. Eine zentrale Stelle für die Festlegung und Verteilung von Rüstungsaufträgen gab es nicht.

Die stark abnehmende Arbeitslosigkeit führte bald zu einem akuten Fachkräftemangel

So mehrten sich die Beschwerden aus der Industrie über die außerordentlich komplizierte wehrwirtschaftliche Organisation, welche eine Planung nahezu unmöglich machte. Durch die Vielzahl der Dienststellen kam es zu ständigen Änderungswünschen, welche die Produktion verzögerten und die Kosten in die Höhe trieben. So schuf sich die I.G. Farben mit der Vermittlungsstelle W eine eigene Verbindung zur Wehrmacht. Zudem gab eine rigoros gehandhabte Preisprüfung den Unternehmen keinerlei Anreiz, durch Rationalisierung den Gewinn zu steigern. Eine Massenproduktion wurde von der militärischen Führung auch gar nicht angestrebt, da man glaubte, die Gewähr für den Sieg sei der Einsatz von qualitativ hochwertigen Waffen, wobei der dazu notwendige hohe Aufwand von Mangelrohstoffen und Arbeitsstunden in Kauf genommen wurde. Das Fehlen einer Rationalisierung zeigte sich beispielsweise dadurch, dass es vor dem Krieg 136 Pkw-Typen und 364 Lkw-Typen gab, wobei bei Letzteren nur ein Viertel mit verbrauchsarmen und robusten Dieselmotoren ausgestattet war. Obwohl das Reich durch eine Reihe von Maßnahmen die weltweit höchsten Zuwachsraten in der Automobilproduktion hatte, lag man 1939 gemessen am Kraftfahrzeugbestand pro Einwohner nur an 15. Stelle und damit noch hinter Uruguay. Aufgrund der Fertigungslage mussten Lastkraftwagen aus dem zivilen Bestand entnommen werden, welche jedoch größtenteils nicht den militärischen Anforderungen entsprachen und deren Instandsetzung aufgrund der Typenvielfalt schwerwiegende logistische Probleme aufwarf.
Vor diesem Hintergrund gab es keinen Spielraum für qualitative Verbesserungen, was u. a. bei den teilweise überalterten Rüstungsgütern deutlich wird, welche noch für das Jahr 1939 bestellt wurden. Von einer Einführung neuer Waffenentwicklungen wurde vorerst Abstand genommen, da dies einen Rückgang der Herstellungszahlen aufgrund der Produktionsumstellung bedeutet hätte.
| Bestellte Menge von Rüstungsgütern des Heeres für das Jahr 1939 |           |                                |        |                    |        |
| Karabiner K98                                                   | 1.143.182 | Granatwerfer (34 + 36)         | 11.227 | Panzer II          | 537    |
| Pistole 08                                                      | 139.224   | 10-cm-Nebelwerfer              | 155    | Panzer III         | 2.087  |
| Pistole 38                                                      | 410.600   | leichtes Infanteriegeschütz 18 | 755    | Panzer IV          | 533    |
| MG 34                                                           | 61.998    | schw. Infanteriegeschütz 33    | 413    | Pz.Kpfwg. 38 (t)   | 475    |
| 2-cm-Flak 30                                                    | 2.804     | Gebirgsgeschütz 36             | 272    | Panzerbefehlswagen | 190    |
| 20 mm KwK 30                                                    | 761       | leichte Feldkanone 18          | 120    | Panzerspähwagen    | 938    |
| 3,7 cm Pak                                                      | 3.286     | leichte Feldhaubitze 18        | 1.784  | leichte Lkw        | 9.959  |
| 3,7-cm-KwK                                                      | 1.749     | schwere Feldhaubitze 18        | 1.017  | mittlere Lkw       | 18.946 |
| schwere Pak                                                     | 260       | 15-cm-Kanone 18                | 125    | schwere Lkw        | 3.000  |
| 7,5-cm-KwK                                                      | 676       | 21-cm-Mörser 18                | 564    | Zugkraftwagen      | 6.997  |

Das wohl größte Hindernis in der Rüstungswirtschaft stellte die durch eine extrem bürokratische Steuerung gekennzeichnete Rohstoffverteilung dar, welche zum wichtigsten Lenkungsorgan der Kriegswirtschaft erhoben wurde. Aber Fehler bei der Erhebung der fast unüberschaubaren Datenmenge, verhängnisvolle Auswirkungen bei kleinsten Schwankungen in einer Mangelverwaltung und die zahllosen Genehmigungen von Sonderregelungen ließen dieses System schließlich scheitern.
Dass die Rüstungswirtschaft trotz der organisatorischen Konfusion keinen starken Einbruch bei den Fertigungszahlen verzeichnete, war dem selbstständigen Handeln der Unternehmen zu verdanken, die allein schon im eigenen Interesse die oft widersprüchlichen Anordnungen ignorierten und Rohstoffe wie auch Arbeitskräfte horteten. Man entwickelte eine hohe Beweglichkeit, sich auf die Rüstungsbürokratie einzustellen, und wenn die bereitgestellten Ressourcen wie so oft nicht ausreichten, wurden die militärischen Aufträge entweder „vor sich hergeschoben“ oder zur Not auf zivile Produktion umgeschaltet.
| Verteilung der Industrieproduktion in Prozent (Gesamt = 100) |      |      |
| Sparten                                                      | 1938 | 1939 |
| Grundstoffe                                                  | 21   | 21   |
| Rüstungsgüter                                                | 7    | 9    |
| Bauten                                                       | 25   | 23   |
| Investitionsgüter                                            | 16   | 18   |
| Verbrauchsgüter                                              | 31   | 29   |

Bemerkenswert untypische Züge zeigte die NS-Regierung in Hinsicht auf die Belastung der Zivilbevölkerung. So wurde eine Umstellung auf totale Kriegswirtschaft aufgrund einer befürchteten Unzufriedenheit der Bevölkerung nicht vollzogen. Die Sorge vor der „Heimatfront“ ließ die Nationalsozialisten vor notwendigen Eingriffen wie Betriebsstilllegungen oder einer – von den Militärs vehement geforderten – Drosselung der zivilen Produktion zurückschrecken. Um Forderungen des sozialrevolutionären Teils der Partei zur Unterstützung des Mittelstandes nachzukommen, wurde zudem eine Dezentralisierung der Produktion beschlossen, was eine übergeordnete Planung und Lenkung immer schwieriger machte und das schon bestehende Transportproblem – 1938 fehlten 4500 Lokomotiven und 100.000 Güterwaggons – noch vergrößerte. Da der spürbar anwachsende Fachkräftemangel und der 1939 auf eine Million Mann geschätzte Fehlbedarf an Arbeitern einen Mehrschichtbetrieb kaum zuließ, konnte zudem der vorhandene Maschinenpark nicht effektiv genutzt werden. Diesbezüglich Abhilfe zu schaffen durch die umfangreiche Einstellung von Frauen in der Rüstungsindustrie lief der nationalsozialistischen Ideologie diametral entgegen, zumal die staatliche Familienunterstützung jeglichen Anreiz für eine weibliche Berufstätigkeit unterdrückte.
Von einer klaren Befehlsgewalt mit straffer Lenkung der gesamten Wirtschaft sowie von einer engen Zusammenarbeit sämtlicher Stellen konnte keine Rede sein. Eine Abstimmung von ziviler und militärischer Planung unterblieb ganz. In dem komplexen Geflecht einer Wirtschaft mussten Dirigismus, erbittert geführte Kompetenzstreitigkeiten, altertümlich-militärisches Denken und irrationale politische Eingriffe zwangsläufig zu Fehlentwicklungen und Reibungsverlusten auf allen Ebenen führen. Man vermochte sich keineswegs rascher auf die Erfordernisse eines industrialisierten Krieges einzustellen als die westlichen Demokratien, die in der Regel ein erheblich höheres Maß an Konsens- und Kooperationsfähigkeit aufwiesen. Es bedurfte erst wie im Ersten Weltkrieg schwerer militärischer Rückschläge, bis eine tiefgreifende Änderung der Kriegswirtschaft vollzogen wurde.

### Charakteristik der Rüstungskoordination

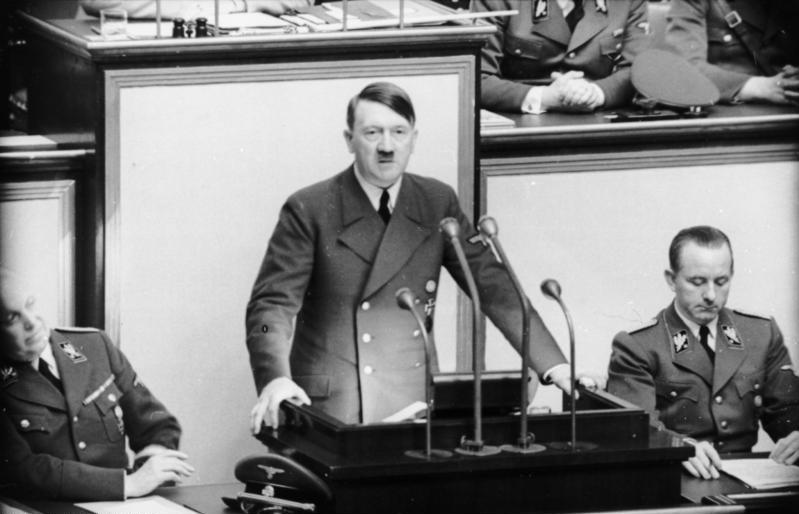
Hitlers Polykratie war nicht unerheblich für die unkoordinierte Aufrüstung verantwortlich (Mai 1941)

Die Aufrüstung der Wehrmacht, die im Ausland aufgrund der Propaganda als gut organisierter Vorgang begriffen wurde, war in Wirklichkeit eine unkoordinierte Expansion der einzelnen Wehrmachtteile, wobei die Rüstungsprogramme der jeweiligen Teilstreitkraft ohne Konsultation der anderen beiden Teilstreitkräfte geplant worden waren. Ein einheitliches „Wehrmachtrüstungsprogramm“, das bei einer so komplexen Materie unabdingbar gewesen wäre, existierte nicht. Diese mangelnde Koordination war der unübersichtlichen Organisationsstruktur der politischen und militärischen Führungsebenen geschuldet. In Hitlers Polykratie blähte sich ein mit überschneidenden Kompetenzen ausgestatteter Bürokratieapparat auf, bei dem jeder Überblick verloren ging. Im Führerstaat herrschte gewissermaßen Führungslosigkeit. Soweit bekannt ist, hat Hitler bis zum Kriegsbeginn niemals eine Weisung erteilt, die den Gesamtbereich der Wehrmachtrüstung umfasste und somit eine Koordination der einzelnen Rüstungsmaßnahmen erkennen ließ. Ein weiteres schwerwiegendes Problem war das Unvermögen der militärischen Führung, auf die durch den industriellen Wandel radikal veränderte Relation zwischen Wirtschaft und Rüstung einzugehen. Durch die sich neu eröffneten Perspektiven und Hitlers Phantastereien war ein Großteil der Verantwortlichen so geblendet, dass der ökonomischen Grundlage der Rüstung nicht die angemessene Beachtung geschenkt wurde und wirtschaftlich grundlegende Gegebenheiten einfach beiseitegeschoben wurden. In einer von allen Hemmungen befreiten Aufrüstung schien alles möglich. So vollzog sich die Aufrüstung, die Hitler als die wichtigste Voraussetzung für die Wiederherstellung der Großmachtstellung des Reiches bezeichnet hatte, ohne erkennbare Systematik.

### Finanzierung der Rüstung

Die Mefo-Wechsel waren eines der wichtigsten Finanzierungsmittel der Aufrüstung

Zwischen Januar 1933 und Herbst 1938 stieg der Anteil des Militärhaushaltes am deutschen Sozialprodukt von einem auf zwanzig Prozent. Die Militärausgaben waren bald so hoch, dass eine reguläre Deckung aus Steueraufkommen nicht mehr möglich war und die gewaltigen Rüstungsvorhaben sich nur mittels kreditexpansiver Staatsverschuldung finanzieren ließen. Eines der wichtigsten Instrumente dieser „geräuschlosen Kriegsfinanzierung“ waren dabei die sogenannten Mefo-Wechsel. Dazu wurde von vier bedeutenden Unternehmen die Metallurgische Forschungsgesellschaft (Mefo) gegründet, die als Scheinunternehmen die von den Rüstungsbetrieben ausgestellten Wechsel akzeptierte. Diese vom Staat verbürgten Wechsel wurden von der Reichsbank verzinst, um einer vorzeitigen – und vom Staat ab 1939 finanziell nicht mehr realisierbaren – Einlösung entgegenzuwirken. Die bis zum Jahre 1938 in einer Höhe von 12 Milliarden Reichsmark ausgestellten Wechsel stellten fiskalisch gesehen einen Kredit der Rüstungswirtschaft an das Reich dar. Zwischen 1934 und 1936 deckten die Mefo-Wechsel rund 50 Prozent der Rüstungsausgaben; insgesamt betrachtet waren es bis 1939 etwa 20 Prozent. Ferner wurde die Rüstungsfinanzierung durch eine Steigerung der im Umlauf befindlichen Geldmenge und durch die Ausgabe weiterer Schatzanweisungen, wie z. Bsp. unverzinslicher Reichsschatzanweisungen, realisiert. Einen weiteren Liquiditätszufluss stellten die im Zuge der wirtschaftlichen Erholung gestiegenen Spareinlagen der Bevölkerung dar, die wiederum von den Banken mangels Alternativen und oft ohne das Wissen der Sparer in langfristige Reichsanleihen angelegt wurden.
Ab 1938 erfolgte die Finanzierung auch durch den vom „Devisenschutzkommando“ beschafften und beschlagnahmten Besitz von Devisen und Gold in den angeschlossenen, annektierten und besetzten Ländern sowie den Goldreserven der Zentralbanken und nicht zuletzt durch die Ausplünderung der deutschen Juden durch die Devisenstellen und den Milliardenraub der „Judenvermögensabgabe“ im Rahmen der Novemberpogrome 1938.
Von den politischen Führungsinstanzen wurde die Rüstungsfinanzierung als sekundäres Problem angesehen, so dass es außer dem im Januar 1939 entlassenen Reichsbankpräsidenten Hjalmar Schacht nur wenige Kritiker gab, welche die Inflationsgefahr und den steigenden Schuldenstand beanstandeten. So betrug die gesamte Reichsschuld Ende 1938 rund 40 Milliarden Reichsmark. Bei Kriegsbeginn waren außer 500 Millionen RM keinerlei Gold- oder Devisenreserven mehr vorhanden. Demgegenüber besaßen England und Frankreich Reserven in Höhe von 6,8 Milliarden Dollar, was nach Kaufkraftkurs umgerechnet rund 27 Milliarden RM entsprach.
Die Rüstungsausgaben, die aufgrund der nicht immer genau zu trennenden direkten und indirekten Investitionen in ihrer Höhe schwanken, zeigen sich wie folgt:
| Übersicht über die unterschiedlich ermittelten Rüstungsausgaben des Deutschen Reiches (in Mrd. RM) |                                         |                                            |                            |                                 |                                        |                                    |                          |
| Jahr                                                                                               | W. Boelcke Die Kosten von Hitlers Krieg | W. Fischer Wirtschaftspolitik Deutschlands | A. Schweitzer Big Business | B. Carroll Design for total War | D. Eichholtz Deutsche Kriegswirtschaft | Finanzminister Schwerin v. Krosigk | errechneter Durchschnitt |
| 1932                                                                                               |                                         | 0,6                                        |                            | 0,8                             |                                        | 0,6                                | 0,7                      |
| 1933                                                                                               | 1,9                                     | 0,7                                        |                            | 1,9                             | 1,5                                    | 0,7                                | 1,34                     |
| 1934                                                                                               | 4,1                                     | 4,2                                        | 4,4                        | 4,1                             | 2,8                                    | 3,7                                | 3,9                      |
| 1935                                                                                               | 5,5                                     | 5,5                                        | 5,9                        | 6,0                             | 5,5                                    | 5,3                                | 5,6                      |
| 1936                                                                                               | 10,3                                    | 10,3                                       | 10,7                       | 10,8                            | 11                                     | 9,6                                | 10,4                     |
| 1937                                                                                               | 11,0                                    | 11,0                                       | 14,5                       | 11,7                            | 14,1                                   | 10,9                               | 12,2                     |
| 1938                                                                                               | 17,2                                    | 17,2                                       | 20,3                       | 17,2                            | 16,6                                   | 16,3                               | 17,5                     |
| 1939                                                                                               | 11,9                                    | 32,3                                       | 13,9                       | 30,0                            | 16,3                                   |                                    | 14,0                     |
| Summe                                                                                              | 61,9                                    | 81,2                                       | 69,8                       | 81,7                            | 67,8                                   | 46,5                               | 66,5                     |

Anmerkungen zur Übersicht über die Rüstungsausgaben
1. ↑  Ausgaben bis Kriegsbeginn.
2. 1 2  Rechnungszeitraum April bis Kriegsbeginn.
3. ↑  Rechnungszeitraum bis Kriegsbeginn.
4. ↑  Diese Zahl kann als die genau ermittelte Summe der direkten Rüstungsausgaben der Wehrmacht bis Kriegsbeginn angesehen werden. Die oft erwähnten 90 Mrd. RM, mit denen sich Hitler in seiner Reichstagsrede am Tage des Kriegsbeginns brüstete, waren Propaganda.
5. ↑  1933–1939. Als indirekte Rüstungsausgaben kann man noch 3 bis 4 Mrd. RM dazurechnen.
6. ↑  April 1934 bis Kriegsbeginn. Hier kann man ebenfalls indirekte Rüstungsausgaben in Höhe von 3 bis 4 Mrd. RM dazurechnen.
7. ↑  1933–1939.
8. ↑  1933 bis Kriegsbeginn. Rechnet man noch die Ausgaben der Länder und Gemeinden für die Rüstung dazu, ergibt sich eine Summe 78 Mrd. RM.
9. ↑  1933–1938. Die Angaben des Reichsfinanzministers kann man unter Umständen aus Gründen der Selbstrechtfertigung als zu niedrig ansehen.
10. ↑  Durchschnitt der Spalte 1, 3 und 5, welche den Zeitraum 1933 bis zum Tage des Kriegsbeginns umfasst.

## Die Wehrmacht bei Kriegsbeginn
Die Wehrmacht gab bei Kriegsbeginn ein ambivalentes Bild ab. Fakt ist, dass es die „durch einen einheitlich organisierten Prozess mit modernsten Waffen gut ausgerüstete Wehrmacht, welche mit vorhersehbarer Leichtigkeit die Nachbarländer besiegen konnte“, so nicht gegeben hat. Der Aufbau war 1939 noch nicht abgeschlossen. Unbestreitbar ist aber auch, dass die Wehrmacht von ihrer Gründung bis zum Kriegsausbruch in einem bisher in der Kriegsgeschichte einmaligen Vorgang auf eine enorme Stärke anwuchs. Insgesamt umfasste die Truppe bei Kriegsbeginn 4.556.000 Mann, welche sich auf
- 3,7 Mio. Mann beim Heer,
- 677.000 Mann bei der Luftwaffe,
- 150.000 bei der Kriegsmarine und
- 23.000 Mann bei der Waffen-SS

verteilten. Allerdings gab es gravierende Unterschiede zwischen der numerischen Stärke und der Qualität der kämpfenden Truppe. So bestand das Heer, welches gemäß der deutschen Kriegsdoktrin die Hauptlast der Kämpfe tragen sollte, insgesamt nur aus 730.000 aktiven und voll ausgebildeten Soldaten; bei der Marine waren es 78.000 und bei der Luftwaffe 332.000 Mann. Der Gesamtausbildungsstand stellt sich wie folgt dar:
| Aktive Truppe Berufssoldaten/Wehrpflichtige | Reserve I Jahrgang 1914 und jünger | Reserve II Jahrgang 1913 und älter | Kriegsgediente Landwehr (Jg. 1894–1900) | Noch Unausgebildete Jahrgang 1906/07 u. 1918/19 | Wehrmacht-Gesamtstärke |
| 1.131.000                                   | 647.000                            | 770.000                            | 1.200.000                               | 808.000                                         | 4.556.000              |

Zusammen mit der Schutzpolizei, Wasserstraßenschutz, Sicherheitshilfsdienst (SDH), Luftschutzdienst (LSD), verstärkten Postschutz, Wachverbände der SS, Technischen Nothilfe, Grenztruppen und dem Verstärkten Grenzaufsichtsdienst (VGAD) waren etwa sechs Millionen Personen für das Militär und den Schutz des Reichsgebietes eingesetzt.

### Heer
Die rasante Ausdehnung vom 100.000-Mann-Heer des Versailler Vertrages bis zum verwendungsfähigen Friedensheer ist wie folgt zu sehen:
- Herbst 1934: 250.000 Mann (21 Infanterie- und drei Kavallerie-Divisionen)
- Herbst 1935: 400.000 Mann (24 Infanterie-, drei Panzer- und zwei Kavallerie-Divisionen)
- Herbst 1936: 520.000 Mann (36 Infanterie- und 3 Panzer-Divisionen)
- Herbst 1937: 550.000 Mann (32 Infanterie-, vier motorisierte Infanterie- und drei Panzer-Divisionen)
- Herbst 1938: 570.000 Mann (Der Mob-Abschnitt 1938 wurde ins Frühjahr 1939 verlegt)
- Sommer 1939: 730.000 Mann.

Zu Kriegsbeginn hatte das Feldheer eine Stärke von 2,758 Millionen Mann. Den geplanten 43 Divisionen des Augustprogrammes standen 52 Divisionen gegenüber, welche sich in 35 Infanterie-, vier motorisierte Infanterie-, sechs Panzer-, vier leichte und drei Gebirgsdivisionen gliederten. Dazu kamen noch die für das Kriegsheer zu mobilisierenden 51 Infanteriedivisionen, so dass den einst 102 projektierten Großverbänden jetzt 103 entgegenstanden. Die 3,7 Mio. Mann des gesamten Heeres gliederten sich in:
- 2.758.000 Mann beim Feldheer,
  - 2.108.000 Mann Kampfverbände
  - 223.000 Mann bodenständige Grenz- und Festungstruppen
  - 427.000 Mann Bautruppen (dieser größtenteils unausgebildete u. unbewaffnete Truppenkörper wurden 1939 aus dem RAD ausgehoben und dem Heer unterstellt)
- rund 1 Mio. Mann beim Ersatzheer und
- 23.000 Mann bei der Waffen-SS (Die SS-Verfügungstruppe wurde am 19. August 1939 dem Oberbefehlshaber des Heeres unterstellt).

Der materielle Rüstungsstand, der nicht in allen Positionen mit der Einsatzbereitschaft gleichzusetzen ist, stellt sich folgendermaßen dar:
| Rüstungsstand des Heeres im Herbst 1939 |               |                                           |            |                        |            |
| Pistolen (08 und 38)                    | 630.000       | leichte Granatwerfer 36 – Kaliber 5,0 cm  | 5.062      | Panzer I               | 1.305      |
| Gewehre K98                             | 2.569.300     | schwere Granatwerfer 34 – Kaliber 8,14 cm | 3.959      | Panzer II              | 991        |
| Maschinenpistolen (38/40)               | 5.711         | Nebelwerfer 10 cm und 15 cm               | 179        | Panzer III             | 151        |
| Maschinengewehre                        | 103.300       | leichte Inf.-Geschütze                    | 2.931      | Panzer IV              | 143        |
| Panzerbüchsen (38,39,41)                | 62            | schw. Inf.-Geschütze                      | 367        | Pz.Kpf.Wg. 35(t)       | 125        |
| 2-cm-Flak 30                            | 895           | Gebirgsgeschütze                          | 213        | Pz.Kpf.Wg. 38(t)       | 122        |
| 3,7-cm-Flak                             | 63            | leichte Feldkanone 18                     | 20         | Spähpz. / Befehlswagen | 1.076      |
| 3,7-cm-Pak                              | 10.560        | leichte Feldhaubitzen                     | 4.919      | Zugmaschinen           | 5.200      |
| 4,7-cm-Pak (t)                          | –             | schw. Feldhaubitze 18                     | 2.434      |                        |            |
| Pak 38                                  | –             | 10-cm-Kanone 18                           | 400        |                        |            |
|                                         |               | 15-cm-Kanone 18                           | 25         |                        |            |
|                                         |               | schwerste Artillerie                      | 47         |                        |            |
| Infanterie-Munition                     | 6.665.459.000 | Artillerie-Munition                       | 29.363.000 | Pz.- u. PaK-Munition   | 35.793.000 |

Ein gravierendes Problem, welches aber erst später im Kriegsverlauf zum Tragen kam, betraf die Reserven. Da es die Kasernen-Infrastruktur und das vorhandene Ausbildungspersonal nicht zuließen, die gleichzeitige Ausbildung mehrerer Jahrgänge zu gewährleisten, wirkte sich das Fehlen ausgebildeter Reserven verheerend für eine längere Kriegsdauer aus. Bei Kriegsbeginn verfügte man zwar über ausreichende Reserven in der Altersgruppe von 35 bis 45 Jahren, welche aber nur für Sicherungsverbände und rückwärtige Dienste zu gebrauchen war. Ein nennenswerter Ersatz aus der Altersgruppe der 18- bis 35-Jährigen stand hingegen nicht zur Verfügung. Ein weiterer Punkt, von dem auch die Marine und Luftwaffe betroffen waren, stellte der Mangel an Spezialisten dar. Aufgrund der Technisierung der Militärmaschinerie erforderten die immer komplizierter werdenden Gerätschaften spezielles Personal zur Bedienung und Wartung, welches aber wiederum von der Kriegswirtschaft ebenso dringend benötigt wurde. Aus diesem Grund wurden die Anforderungen an den Nachwuchs schon vor Kriegsausbruch eingeschränkt, so dass selbst unehrenhaft Entlassene, nicht jedoch jüdische Mischlinge, wieder eingestellt werden konnten.
| Personalstruktur der Infanterie-Divisionen zu Kriegsbeginn (Zahlenangaben in Prozent) |                    |                    |                    |                    |
| Typ                                                                                   | 1. Welle (35 Div.) | 2. Welle (16 Div.) | 3. Welle (21 Div.) | 4. Welle (14 Div.) |
| Aktives Personal                                                                      | 78                 | 6                  | -                  | 9                  |
| Reserve I seit 1920 ausgebildet; unter 35 Jahre                                       | 12                 | 83                 | 12                 | 21                 |
| Reserve II 3 Monate ausgebildet; unter 35 Jahre                                       | 6                  | 8                  | 46                 | 46                 |
| Landwehr Kriegsgediente Jg. 1894–1900 oder ungediente Jahrgänge bis 45 Jahre          | 4                  | 3                  | 42                 | 24                 |

Infolge der mangelhaften materiellen Lage und des unterschiedlichen Ausbildungsstandes konnte nicht jede Division in gleicher Stärke und Zusammensetzung aufgestellt und mit denselben Waffen ausgerüstet werden. So setzten sich die sich im Sommer 1939 noch zu mobilisierenden 51 Divisionen aus drei verschiedenen Divisionstypen, sogenannten Wellen zusammen, welche sich enorm in der Kampfkraft unterschieden. Die materielle Ausrüstung und die Kampfkraft der 3. und 4. Welle war so gering, dass diese hauptsächlich als bodenständige Divisionen oder als Ergänzungseinheiten verwendet wurden. Selbst die zur 1. Welle gehörenden 35 Divisionen des Friedensheeres waren bei Kriegsbeginn personell noch nicht alle voll aufgefüllt.
Des Weiteren war die Bevorratung an Munition, Ersatzteilen und sonstigem Nachschub nur unzureichend. Das Friedensheer konnte zwar mit der notwendigen Ausstattung einigermaßen versehen werden, jedoch konnte die vom OKH geforderte Munitionsbevorratung von vier Monaten für das Kriegsheer bei Kriegsbeginn bei weitem nicht erreicht werden. Der Fehlbestand an dieser 4-Monats-Bevorratung betrug bei den folgenden Munitionssorten:
- Infanteriemunition: 60 Prozent
- 2 cm Flak- bzw. Kampfwagenmunition: 70 bzw. 95 Prozent
- Granatwerfermunition: 90 Prozent
- Infanteriegeschützmunition: 70 Prozent
- leichte Feldhaubitzenmunition: 60 Prozent
- schwere Feldhaubitzenmunition: 45 Prozent.

Dass nach Kriegsbeginn kein – von Teilen der Militärführung erwarteter – Mangel an Munition eintrat, war auf das unerwartet schnelle Ende der anfänglichen Blitzkriegs-Feldzüge und dem damit verbundenen äußerst geringen Munitionsverbrauch zurückzuführen.

### Marine
Entgegen dem Heer hatte die Marine keine Probleme, den Offiziersbedarf zu decken. Das Korps bestand 1933 aus 1100 Offizieren und hatte sich bis zum Kriegsbeginn auf 4400 erhöht. Die Gesamtpersonalstärke Anfang 1933 betrug 15.000 Mann, wobei sich dieser Friedensbestand bis zum Sommer 1939 auf 78.000 Mann verfünffachte. Durch die im Sommer gestaffelt durchgeführten Mobilmachungen erhöhte sich die Gesamtstärke bei Kriegsbeginn auf 150.000 Mann. Der schleppende Aufbau des nur ungenügenden Schiffsbestandes ist wie folgt zu sehen:
|                   | Schlachtschiffe | Panzerschiffe | Schwere Kreuzer | Leichte Kreuzer | Zerstörer | Torpedoboote | U-Boote |
| 1. April 1934     |                 | 1             |                 | 5               |           | 12           |         |
| 1. September 1939 | 2               | 3             | 1               | 6               | 21        | 12           | 57      |

Als Großbritannien dem Dritten Reich am 3. September den Krieg erklärte, zog Raeder – für den der Krieg „fünf Jahre zu früh“ kam – das Fazit der Marinerüstung: „Was die Kriegsmarine anbetrifft, so ist sie selbstverständlich noch keineswegs für den Kampf mit England hinreichend gerüstet … Die Überwasserstreitkräfte aber sind noch so gering an Zahl und Stärke, dass sie – vollen Einsatz vorausgesetzt – nur mit Anstand sterben können.“ Diese negative Lageeinschätzung entsprach dem Ergebnis einer Rüstungspolitik, welche zwischen langfristigem Schiffbau und kurzfristigen politischen Entscheidungen keiner konsequenten Leitlinie folgen konnte. Nach Kriegsbeginn wurde der Bau so gut wie aller geplanten Überwasserstreitkräfte annulliert. Die Weisung Nr. 1 vom 31. August 1939 für die Kriegsführung der Marine lautete lapidar: „Die Kriegsmarine führt Handelskrieg mit dem Schwerpunkt gegen England.“

### Luftwaffe
| Steigerung der Personalstärke   |       |        |         |
|                                 | 1933  | 1935   | 1939    |
| Offiziere                       | 250   | 1.100  | 15.000  |
| Unteroffiziere und Mannschaften | 2.000 | 17.000 | 370.000 |

Durch das Totalverbot der Luftwaffe konnte diese, im Gegensatz zu den anderen zwei Teilstreitkräften, nicht auf einen vorhandenen Personalkörper aufbauen, so dass die personelle Ausdehnung mit all ihren Nachteilen hier besonders stark zum Ausdruck kam. So musste schon 1935 die Offiziersausbildung von drei auf zwei Jahre reduziert werden. Im Laufe der Zeit fand eine derart immense Personalverstärkung statt, dass sich das Offizierskorps vom Zeitpunkt der Enttarnung im Jahre 1935 bis zum Kriegsbeginn verdreizehnfachte. Wenn man bedenkt, dass die Formierung eines homogenen Offizierskorps und die Einführung in die neue komplizierte Technik ein langwieriger Prozess ist und ein Großteil des Korps aus ehemaligen und mit der neuen Materie nicht vertrauten Heeresoffizieren rekrutiert wurde, so wird man über die Qualität dieses Korps skeptisch urteilen müssen. Durch die immense personelle Vermehrung und die daraus resultierende hohe Personalfluktuation war eine Konsolidierung der Truppe ab 1935 nicht mehr möglich.
| Flugzeugproduktion des Deutschen Reiches |           |                       |
| Jahr                                     | Insgesamt | davon Kriegsflugzeuge |
| 1932                                     | 36        | –                     |
| 1933                                     | 368       | –                     |
| 1934                                     | 1.968     | 840                   |
| 1935                                     | 3.183     | 1.823                 |
| 1936                                     | 5.112     | 2.530                 |
| 1937                                     | 5.606     | 2.651                 |
| 1938                                     | 5.235     | 3.350                 |
| 1939                                     | 8.295     | 4.733                 |

Auch die Flugzeugproduktion hatte enorme Steigerungsraten zu verzeichnen, wobei es im Jahr 1938 wegen Problemen in der Rohstoffversorgung zu einem Rückgang der seit 1936 stagnierenden Gesamtproduktion kam. Das intensive Aufbautempo ist des Weiteren bei der rasanten Vermehrung der organisatorisch neu aufgestellten Staffeln zu sehen, wobei die besonders hohen Steigerungsraten durch das Teilen bestehender Verbände zustande gekommen sind:
- 1933: 3 Staffeln
- 1934: 14 Staffeln
- 1935: 49 Staffeln
- 1936: 109 Staffeln
- 1937: 214 Staffeln
- 1938: 243 Staffeln (2.180 Frontflugzeuge)
- 1939: 275 Staffeln (Sommer)

Hohe personelle Zuwachsraten hatte auch die Flakartillerie zu verzeichnen, welche von 11 Abteilungen zum Zeitpunkt der Enttarnung auf 60 Flak-Abteilungen mit 68.000 Mann zum Jahresende 1938 anwuchs. Bei der dritten Waffengattung, der Luftnachrichtentruppe, verhielt es sich mit der Vermehrung von sechs Kompanien auf 102 Kompanien mit 35.500 Mann im gleichen Zeitraum analog.
Im August 1939 dienten 373.000 Mann in der Luftwaffe, welche sich in
- 208.000 Mann Fliegertruppe (darunter 20.000 Mann fliegendes Personal)
- 107.000 Mann Flakartillerie und
- 58.000 Mann Luftnachrichtentruppe

gliederten. Durch die Mobilmachungsmaßnahmen wurde hauptsächlich mittels Verdreifachung der Flak-Truppe, dessen benötigte Ausrüstung eingelagert war, die Gesamtpersonalstärke auf 677.000 Mann zu Kriegsbeginn angehoben.
| Einsatzbereitschaft der fliegenden Frontverbände bei Kriegsbeginn |                 |                                   |                            |                                     |                                    |                                          |                                    |
|                                                                   | Jäger Zerstörer | Sturzkampfflieger Schlachtflieger | Bomber Schnellkampfflieger | Aufklärer Heeres- und Fernaufklärer | Transportflieger Ohne Lastensegler | Sonstige Kurierstaffeln, Seeflieger etc. | Gesamtbestand insges. 302 Staffeln |
| Einsatzbereite Flugzeuge                                          | 1.082           | 377                               | 1.105                      | 541                                 | 502                                | 225                                      | 3.832                              |
| Nicht einsatzbereit                                               | 148             | 23                                | 105                        | 120                                 | 42                                 | 18                                       | 456                                |
| Einsatzbereite Besatzungen                                        | 980             | 345                               | 1.045                      | 459                                 | 539                                | 201                                      | 3.569                              |

Die Einsatzbereitschaft der rund 11.700 Mann umfassenden Frontbesatzungen war relativ hoch, obwohl nicht alle verfügbaren Flugzeuge bemannt werden konnten. Weiterhin wurde gegenüber den ersten Rüstungsprogrammen die Luftverteidigungskomponente beträchtlich erhöht, denn die 21 Flakregimenter mit ihren 2.600 schweren, 6.700 mittleren bzw. leichten Flakgeschützen und 3.000 Flakscheinwerfern verfügten mit 107.000 Mann fast über ein Drittel des aktiven Stammpersonals von 370.000 Mann. Des Weiteren konnte die Luftwaffe auf 133 Fliegerhorste, 49 Munitionsanstalten und 13 große Lufttanklager zurückgreifen.

### Auswirkungen
Die massive Aufrüstung führte trotz Hitlers „Friedensreden“ neben einer Verschärfung der internationalen Beziehungen zu einem Wandel der Mächtekonstellation, so dass im Falle einer Kriegseröffnung kaum Aussicht bestand, den Konflikt lokal begrenzen zu können. Für diesen Fall reichte der Rüstungsstand aber 1939 nicht aus. So entwickelte die massive Aufrüstung eine unkontrollierbare Eigendynamik und wurde selbst zu einem Risiko für das Reich. Für die Militärs gab es keine Alternative zur Aufrüstung, wie der Gedankengang der Wehrmachtführung, auf die wegen der intensiven Aufrüstung verschlechterte außenpolitische Situation mit einer Rüstungsbeschleunigung zu reagieren, aufschlussreich zeigte.
Die 1936 vom Chef des Heeresamtes gestellte Frage, ob die Unterhaltung eines auf höchste Kriegsbereitschaft ausgelegten Heeres ökonomisch überhaupt tragbar sei, stellte sich alsbald nicht mehr, denn Hitler hatte seine Absicht verkündet, spätestens ab 1943 die Wehrmacht zum Kampf um die Erweiterung des Lebensraumes einzusetzen. Gemäß dem vorgesehenen Blitzkriegs-Konzept, einen diplomatisch isolierten Feind mit begrenzten, aber gewaltigen Schlägen überfallartig zu besiegen, besaß die Wehrmacht eine hohe Erstschlagskapazität. Durch die in Deutschland praktizierte Breitenrüstung gelang es, die Streitkräfte innerhalb einer kurzen Zeitspanne auf eine relativ hohe quantitative Stärke zu bringen, jedoch war durch das Fehlen einer Koordination der Rüstungsmaßnahmen und das Beibehalten der Friedenswirtschaft – selbst nach Kriegsbeginn – die Leistungsfähigkeit der Rüstungsindustrie begrenzt, so dass eine Tiefenrüstung und der Aufbau von Nachschubreserven nicht realisiert werden konnte. Selbst von der eigenen militärischen Führung wurde die Wehrmacht im Sommer 1939 als nicht kriegsfähig bezeichnet. Im Verlauf der immer länger währenden und in dieser Form nicht geplanten Ausweitung des Konfliktes sollte sich zeigen, dass die Wehrmacht für einen langen Weltkrieg nicht gerüstet war. Der unter größten Anstrengungen in einigen Teilbereichen erreichte Rüstungsvorsprung schmolz aufgrund des Unterlassens einer wirtschaftlichen Totalmobilmachung schon nach kürzester Zeit dahin.
Bis heute gibt es unterschiedliche Rezeptionen über den Verlauf der Aufrüstung. Ältere Forschungen unterstützen die in den 1960er Jahren vom Wirtschaftshistoriker Alan S. Milward formulierte These der „Blitzkriegswirtschaft“. Die Theorie erklärte den geringen wirtschaftlichen Mobilisierungsgrad mit einer angeblich genialen Wirtschaftspolitik Hitlers, in welcher die knappen Ressourcen durch geschickten Kräfteeinsatz innerhalb der gegebenen Rahmenbedingungen einen erfolgreichen Blitzkrieg gewährleisten sollten. Der durch die enormen investierten Mittel entstandene ökonomische Engpass sollte durch eine Art Flucht nach vorn in den Krieg überwunden werden. Durch die Ausbeutung der dabei eroberten Gebiete sollte der nächste kurze Feldzug ermöglicht werden. Der Krieg sollte sozusagen den Krieg nähren.
Nach Adam Tooze wäre sich Hitler und die NS-Führung vor ihrem Kriegsbeginn bewusst gewesen, dass die Rüstung der Wehrmacht für einen längeren Krieg nicht ausreichte und dass die Zeit angesichts des absehbaren Kriegseintritts der USA gegen sie arbeitete. Hitler hielt aber mit seiner Ideologie der jüdischen Weltverschwörung am Krieg fest. Durch einen Blitzkrieg sollte nach dem „Sieg im Westen“ die UdSSR rasch niedergeworfen werden, was die militärische Lage zugunsten NS-Deutschlands stark verbessern sollte. Dieses Vorhaben scheiterte 1941 vor Moskau.
Andere Forscher gehen davon aus, dass die NS-Führung eine Ausrichtung auf einen langen Krieg und die totale Mobilmachung schon immer angestrebt hätten, an dieser Aufgabe aber aufgrund Ineffizienz und der ausbleibenden Einsicht, dass das wirtschaftliche Potential zu gering für einen großen Weltkrieg war, scheiterte.